# Papa Giovanni XXIII
Papa Giovanni XXIII, nato Angelo Giuseppe Roncalli (in latino Ioannes PP. XXIII; Sotto il Monte, 25 novembre 1881 – Città del Vaticano, 3 giugno 1963), è stato il 261º papa della Chiesa cattolica e vescovo di Roma, primate d'Italia e 3º sovrano dello Stato della Città del Vaticano, oltre agli altri titoli propri del romano pontefice, dal 28 ottobre 1958 fino alla morte.
In meno di cinque anni di pontificato riuscì ad avviare il rinnovato impulso evangelizzatore della Chiesa Universale. Già terziario francescano e cappellano militare durante la prima guerra mondiale, è stato beatificato da papa Giovanni Paolo II il 3 settembre 2000 e successivamente canonizzato il 27 aprile 2014, insieme con Giovanni Paolo II, da papa Francesco.
Per l'indole bonaria e gentile venne soprannominato "Il papa buono".

## Biografia
Angelo Giuseppe Roncalli nacque in via Brusicco, 42, a Sotto il Monte (oggi Sotto il Monte Giovanni XXIII), un piccolo paese della provincia di Bergamo, il 25 novembre 1881, da Giovanni Battista Roncalli (1854-1935) e da Marianna Mazzola (1855-1939), quarto di tredici fratelli: Caterina (1877-1883), Teresa (1879-1954), Ancilla (1880-1953), Zaverio (1883-1976), Maria (1884-1955), Assunta (1886-1980), Domenico (1888-1888), Alfredo (1889-1972), Giovanni Francesco (1891-1956), Enrica (1893-1918), Giuseppe (1894-1981) e Luigi (1896-1898).
A differenza del suo predecessore al soglio petrino, Eugenio Pacelli, che era di stirpe nobile, Roncalli era di umili origini: la sua famiglia apparteneva al ceto contadino e viveva di mezzadria. Il padre era impegnato nella vita pubblica: fu presidente della locale fabbriceria, consigliere comunale, assessore e giudice di pace. Angelo ricevette il sacramento della cresima il 13 febbraio 1889 dal vescovo di Bergamo monsignor Gaetano Camillo Guindani. Grazie all'aiuto economico di suo zio Zaverio, studiò presso il seminario minore di Bergamo; qui, sotto la direzione spirituale di Luigi Isacchi, il 1º marzo 1896 entrò nel terz'ordine francescano. Grazie a una borsa di studio, si trasferì al seminario del collegio di Sant'Apollinare di Roma, poi Pontificio Seminario Romano Maggiore, dove completò gli studi.
Durante la permanenza a Roma, partecipando nel 1903 ai funerali del cardinale Lucido Maria Parocchi, ebbe a scrivere: "Se io possedessi la scienza e la virtù sua, io potrei ben chiamarmi soddisfatto". Da ragazzo, e durante il seminario, manifestò la venerazione per la Vergine con numerosi pellegrinaggi al santuario della Madonna del Bosco a Imbersago. Nel 1901 era stato coscritto e arruolato nel 73º Reggimento fanteria, brigata Lombardia, di stanza a Bergamo.

### I primi passi nella carriera ecclesiastica

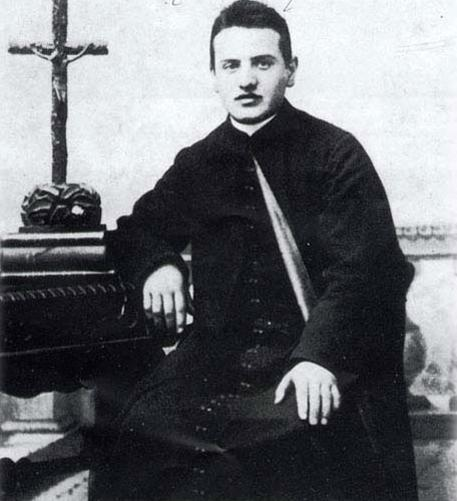
Un giovane Angelo Giuseppe Roncalli fotografato nel 1900 circa

Venne ordinato sacerdote il 10 agosto 1904 dal patriarca Giuseppe Ceppetelli nella chiesa di Santa Maria in Montesanto, in piazza del Popolo a Roma.
Nel 1905, il nuovo vescovo di Bergamo, Giacomo Radini-Tedeschi, lo nominò suo segretario personale. Don Roncalli si segnalò per la dedizione, la discrezione e l'efficienza. A sua volta Radini-Tedeschi rimarrà sempre guida ed esempio per Angelo Roncalli. La personalità di questo vescovo riuscirà a sensibilizzare Roncalli a nuove idee e movimenti della Chiesa del tempo, rendendolo sensibile alla questione sociale, in un'epoca in cui valeva ancora il non expedit che, dopo il 1861, impediva ai cattolici di impegnarsi in politica. In particolare Radini-Tedeschi e Roncalli saranno figure fondamentali nello sciopero di Ranica (BG) del 1909, tanto che saranno anche messi sotto accusa dal Sant'Uffizio, salvo poi uscirne indenni.
Roncalli restò al fianco di Radini-Tedeschi fino alla morte di questi, il 22 agosto 1914; durante questo periodo si dedicò inoltre all'insegnamento della storia della Chiesa presso il seminario di Bergamo. Si contraddistinse anche nel lavoro di ricerca storica sulla diocesi, lavorando sull'edizione critica degli atti della visita apostolica a Bergamo di San Carlo Borromeo.
Fu richiamato nel 1915, a guerra incominciata, nella sanità militare e ne fu poi congedato col grado di tenente cappellano. L'affermazione, nel 1919, del Partito Popolare Italiano di don Luigi Sturzo, fu vista da Roncalli come "una vittoria del pensiero cristiano".
Nel 1921 papa Benedetto XV lo nominò prelato domestico (che gli valeva l'appellativo di monsignore) e presidente del Consiglio Nazionale Italiano dell'Opera della Propagazione della Fede. In tale ambito egli si occupò fra l'altro della redazione del motu proprio del nuovo papa Pio XI Romanorum pontificum, che divenne la magna charta della cooperazione missionaria.
L'avvento del fascismo non trovò monsignor Roncalli particolarmente favorevole: alle ultime elezioni che si tennero con liste contrapposte (1924), dichiarò alla famiglia che sarebbe rimasto fedele al Partito Popolare. Il suo giudizio su Mussolini è tendenzialmente negativo, pur nella consueta moderazione dei toni: «La salute dell'Italia non può venire neanche da Mussolini, per quanto sia un uomo d'ingegno. I suoi fini sono forse buoni e retti, ma i mezzi sono iniqui e contrari alla legge del Vangelo».

### Le missioni diplomatiche

#### In Bulgaria

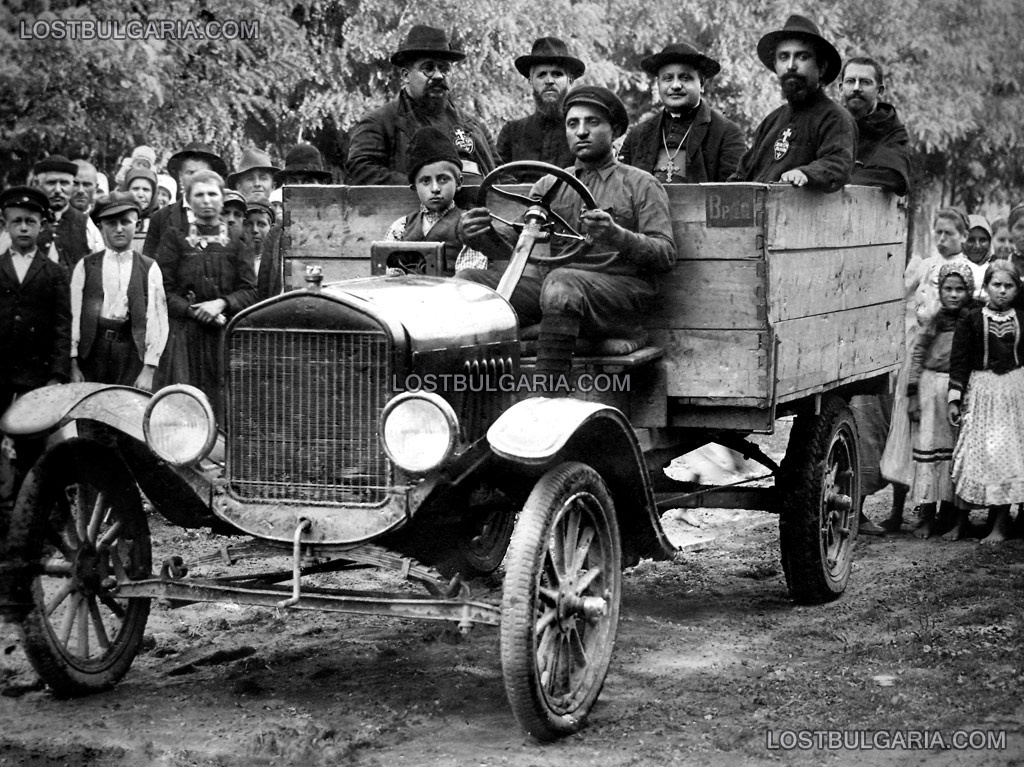
Monsignor Roncalli in Bulgaria

Nel 1925 papa Pio XI lo nominò visitatore apostolico in Bulgaria, elevandolo alla dignità episcopale e affidandogli la sede titolare, pro illa vice con titolo arcivescovile, di Areopoli. Si trattava di una diocesi antica della Palestina, un tempo chiamata in partibus infidelium, ossia una Sede titolare, che viene assegnata per attribuire il rango di vescovo - in questo caso a Roncalli - senza dovere affidare al prescelto le cure pastorali di una diocesi effettiva. Roncalli scelse come motto episcopale Oboedientia et pax ("Ubbidienza e pace" in italiano), frase che divenne il simbolo del suo operato e che aveva ripreso dal motto del cardinale Cesare Baronio Pax et oboedientia.
La consacrazione episcopale, presieduta dal cardinale Giovanni Tacci Porcelli, Segretario della Congregazione Orientale, si tenne il 19 marzo 1925 a Roma nella chiesa di San Carlo al Corso. Inizialmente il suo ministero in Bulgaria doveva durare solo qualche mese, per espletare cinque compiti: visitare tutte le comunità cattoliche del regno (cosa che fece dal maggio al settembre 1925); risolvere il conflitto nella Diocesi di Nicopoli tra don Karl Raev e il vescovo passionista monsignor Damian Theelen (cosa che realizzò nei primissimi mesi); promuovere e avviare un seminario nazionale per la formazione di sacerdoti locali (cosa che non riuscì mai a ottenere); riorganizzare la comunità di rito orientale (cosa che realizzò nel 1926, con l'ordinazione del primo esarca, monsignor Kirill Kurtev); avviare le relazioni diplomatiche con la corte e il governo, in vista di una piena rappresentanza della Santa Sede (lavoro che portò alla creazione, il 26 settembre 1931, della Delegazione Apostolica). Per diversi motivi i previsti pochi mesi diventarono dieci anni e così monsignor Roncalli ebbe occasione di inserirsi più profondamente nella vita del popolo bulgaro, di cui imparò anche la lingua. Si ritrovò anche in contatto con la maggioranza ortodossa della popolazione, nei confronti della quale dimostrò una particolare carità, sempre nell'ambito dell'ideale unionista, senza alcuna anticipazione ecumenica.
In seguito dovette occuparsi del matrimonio tra il re bulgaro Boris III, ortodosso, e la figlia del re d'Italia Vittorio Emanuele III, Giovanna di Savoia. Papa Pio XI aveva infatti concesso la dispensa per il matrimonio di religione mista, a condizione che lo sposalizio non venisse ripetuto nella Chiesa ortodossa e che l'eventuale prole fosse battezzata ed educata cattolicamente. Dopo la cerimonia cattolica, celebrata ad Assisi il 25 ottobre 1930, il 31 ottobre la coppia reale, pur senza rinnovare il consenso matrimoniale, diede a intendere al popolo bulgaro di aver ripetuto il connubio nella cattedrale ortodossa di Sofia. La profonda irritazione di papa Pio XI per l'accaduto diede luogo a una solenne protesta papale. Il battesimo ortodosso dei figli della coppia, a partire da quello di Maria Luisa nel gennaio del 1933, diede spunto a ulteriore indignazione, che prese la forma di nuova pubblica protesta pontificia.

#### A Istanbul
Nel 1934 fu nominato arcivescovo titolare di Mesembria, antica città della Bulgaria, con l'incarico di delegato apostolico in Turchia e in Grecia e inoltre di amministratore apostolico di sede vacante del Vicariato apostolico di Istanbul.
Questo periodo della vita di Roncalli, che coincise con la seconda guerra mondiale, è ricordato in particolare per i suoi interventi a favore degli ebrei in fuga dagli stati europei occupati dai nazisti. Roncalli strinse uno stretto rapporto con l'ambasciatore di Germania ad Ankara, il cattolico Franz von Papen, ex vice-cancelliere del Reich, pregandolo di adoperarsi in favore degli ebrei. Così testimonierà l'ambasciatore tedesco: «Andavo a Messa da lui nella delegazione apostolica. Parlavamo del modo migliore per garantire la neutralità della Turchia. Eravamo amici. Io gli passavo soldi, vestiti, cibo, medicine per gli ebrei che si rivolgevano a lui, arrivando scalzi e nudi dalle nazioni dell'est europeo, man mano che venivano occupate dalle forze del Reich. Credo che 24.000 ebrei siano stati aiutati a quel modo».
Durante la guerra una nave piena di bambini ebrei tedeschi, fortunatamente sfuggita a ogni controllo, giunse al porto di Istanbul. Secondo le regole della neutralità, la Turchia avrebbe dovuto rimandare quei bambini in Germania, dove sarebbero stati avviati ai campi di sterminio. Monsignor Roncalli invece si adoperò giorno e notte per la loro salvezza e, alla fine - grazie anche alla sua amicizia con von Papen - i bambini furono salvati.
Nel luglio del 1943 Roncalli scrisse sul diario: «La notizia più grave del giorno è il ritiro di Mussolini dal potere. L'accolgo con molta calma. Il gesto del Duce lo credo atto di saggezza, che gli fa onore. No, io non getterò pietre contro di lui. Anche per lui sic transit gloria mundi. Ma il gran bene che lui ha fatto all'Italia resta. Il ritirarsi così è espiazione di qualche suo errore. Dominus parcat illi (Dio abbia pietà di lui)».

#### A Parigi

Stemma cardinalizio di Roncalli

Nel 1944 papa Pio XII nominò monsignor Roncalli nunzio apostolico a Parigi. Nel frattempo, con l'occupazione tedesca dell'Ungheria, erano incominciate le deportazioni e le esecuzioni di massa anche in quel Paese. La collaborazione del nunzio apostolico e del diplomatico svedese Raoul Wallenberg consentì a migliaia di ebrei di evitare le camere a gas. Venuto a conoscenza - grazie a Wallenberg - che migliaia di ebrei erano riusciti a varcare il confine dell'Ungheria e rifugiarsi in Bulgaria, Roncalli scrisse una lettera a re Boris III (riconoscente verso il nunzio, che aveva fatto celebrare il suo matrimonio, nonostante le difficoltà frapposte da Pio XI), pregandolo di non cedere all'ultimatum di Adolf Hitler che aveva ordinato di rispedire indietro i profughi.
I vagoni con gli ebrei erano già al confine, ma il re annullò l'ordine di deportazione. Una ricerca portata avanti dalla Fondazione Wallenberg e dal Comitato Roncalli, con la partecipazione di alcuni storici, ha messo in luce che il nunzio apostolico, approfittando delle sue prerogative diplomatiche, provvide a inviare agli ebrei ungheresi falsi certificati di battesimo e d'immigrazione per la Palestina, dove infine giunsero. Il suo intervento si estese a favore degli ebrei di Slovacchia e Bulgaria e si moltiplicò per molte altre vittime del nazismo. Per questo la International Raoul Wallenberg Foundation, sin dal settembre 2000, ha chiesto formalmente allo Yad Vashem di Gerusalemme di inserire il nome di Angelo Giuseppe Roncalli nell'elenco dei Giusti tra le nazioni.
Fra i maggiori successi diplomatici a Parigi si segnala la riduzione del numero di vescovi di cui il governo francese reclamava l'epurazione in quanto compromessi con la Francia di Vichy. Roncalli riuscì a fare sì che Pio XII fosse costretto ad accettare soltanto le dimissioni di tre vescovi (quelli di Mende, Aix e Arras), oltre quelle di un vescovo ausiliare di Parigi e di tre vicari apostolici delle colonie d'Oltremare. Quando, nel 1953, Roncalli fu creato cardinale, il presidente francese Vincent Auriol (benché socialista e notoriamente ateo) reclamò un antico privilegio riservato ai monarchi francesi e gli impose personalmente la berretta cardinalizia durante una cerimonia al Palazzo dell'Eliseo (lo stesso Presidente francese gli conferì la Gran Croce della Legion d'onore della Repubblica francese il 14 gennaio 1953).

### Il Patriarcato di Venezia

Roncalli patriarca di Venezia in visita ai magazzini Standa di Campo San Luca

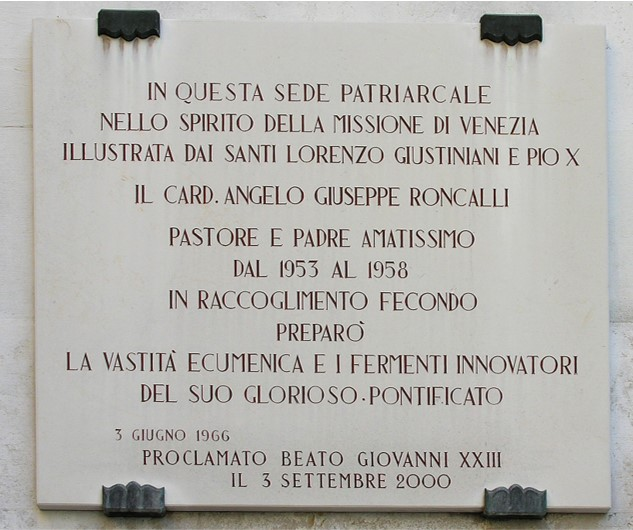
Venezia, lapide sul palazzo patriarcale

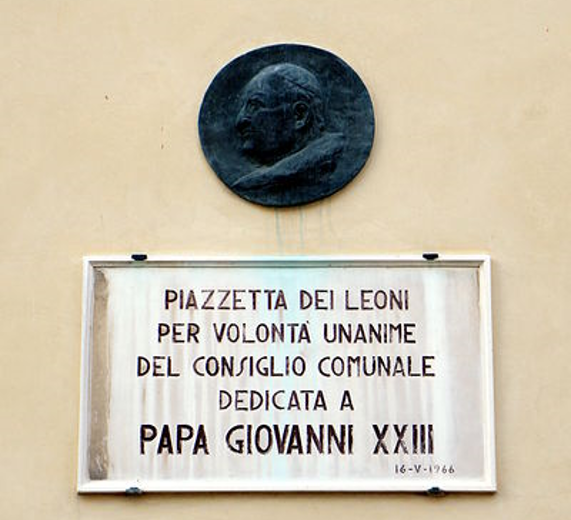

Nel 1953 venne creato cardinale da papa Pio XII, nel concistoro del 12 gennaio di quell'anno, e fu nominato patriarca di Venezia, dove poté esercitare quel lavoro pastorale immediato, a stretto contatto con i sacerdoti e il popolo, che aveva desiderato fin dal giorno dell'ordinazione sacerdotale. Il nuovo Patriarca condusse una vita modesta, evitando barriere formali con fedeli e sconosciuti; faceva spesso lunghe passeggiate per le calli e i campielli, accompagnato solo dal nuovo segretario don Loris Francesco Capovilla (poi arcivescovo e cardinale), fermandosi a conversare in dialetto con i gondolieri. Chiunque poteva andare a trovarlo nella dimora patriarcale perché, fece sapere, "chiunque può aver bisogno di confessarsi e non potrei rifiutare le confidenze di un'anima in pena". Secondo un'espressione testuale attribuita da un giornale a un veneziano, "riceveva senza tante storie anche l'ultimo degli straccioni".
Durante questo periodo si segnalò per alcuni gesti di apertura: fra i tanti va ricordato il messaggio che inviò al Congresso del PSI, quando il 6 febbraio 1957 i socialisti si riunirono nella città lagunare. Ciò nonostante, non rinnegò mai la continuità con le posizioni storiche della Chiesa nei confronti delle sfide quotidiane: Jean Guitton, accademico di Francia e osservatore laico al Concilio Vaticano II, ricorda che, come riportato in una rivista del 2 gennaio 1957, Angelo Roncalli individuava le «cinque piaghe d'oggi del Crocifisso» nell'imperialismo, nel marxismo, nella democrazia progressista, nella massoneria e nel laicismo.
A Venezia Roncalli non abbandonò l'impegno apostolico ecumenico già esercitato nelle sue missioni in Oriente: proseguirono, infatti i suoi contatti con i "fratelli separati" e partecipò ogni anno all'Ottava per l'Unità delle Chiese con omelie e conferenze.
Alla sua partenza per il conclave del 1958, per la morte di Pio XII, una grande folla l'accompagnò alla stazione facendogli a gran voce gli auguri di buon viaggio e di buon lavoro.

### Il conclave del 1958 e l'elezione a pontefice

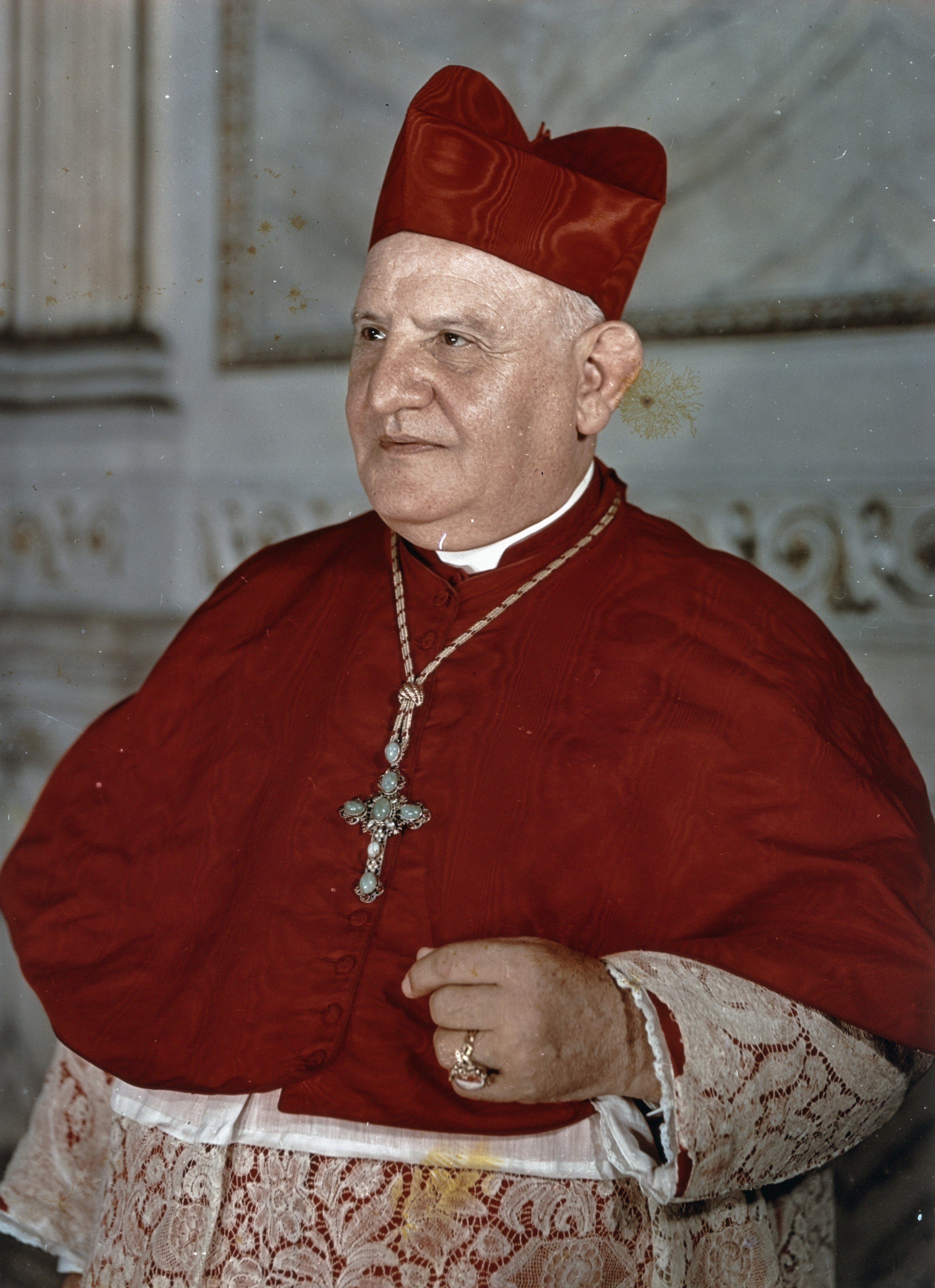
Il cardinale Angelo Giuseppe Roncalli, patriarca di Venezia, prima di essere eletto papa

Il 28 ottobre 1958 Roncalli fu eletto papa, scegliendo il nome pontificale di Giovanni XXIII, che nella forma curiale e arcaica di allora, e da egli stesso preferita, si pronunciava Giovanni vigesimoterzo (dal latino vigesimus, "ventesimo"). Il successivo 4 novembre fu incoronato 261º pontefice.
Si ritiene che la sua età avanzata (quasi 77 anni all'epoca dell'elezione) unita alla sua personale modestia siano stati tra i principali motivi di scelta da parte del collegio cardinalizio, orientato a eleggere «un papa di transizione». Giunse inaspettato, invece, che il calore umano, il buon umore e la gentilezza di Giovanni XXIII, oltre alla sua esperienza diplomatica, conquistarono l'affetto di tutto il mondo cattolico e la stima dei non cattolici.
Molti cardinali si accorsero che Roncalli non era ciò che si aspettavano fin dalla scelta del nome pontificale: Giovanni era un nome che nessun papa adottava da secoli; anzi, l'ultimo a detenerlo era stato un antipapa, appunto Giovanni XXIII, durante il Grande Scisma d'Occidente.
Accadde anche un fatto che non succedeva dall'elezione di Pio IX: al momento dell'apertura della Cappella Sistina per l'ingresso di monsignor Alberto di Jorio, segretario del Conclave, quando il prelato si inginocchiò in segno di omaggio davanti a Roncalli, egli (ancora vestito degli abiti cardinalizi) si tolse lo zucchetto e glielo posò in testa, fra la sorpresa dei cardinali presenti. Essi si accorsero, già da ciò, che il nuovo pontefice sarebbe stato un uomo di sorprese e non un "vecchietto accomodante". Scelse come segretario privato monsignor Loris Francesco Capovilla, che già lo assisteva quando era patriarca di Venezia. Capovilla stesso è rimasto, dopo la morte di Roncalli, un fedele custode della sua memoria.

### La scelta del nome

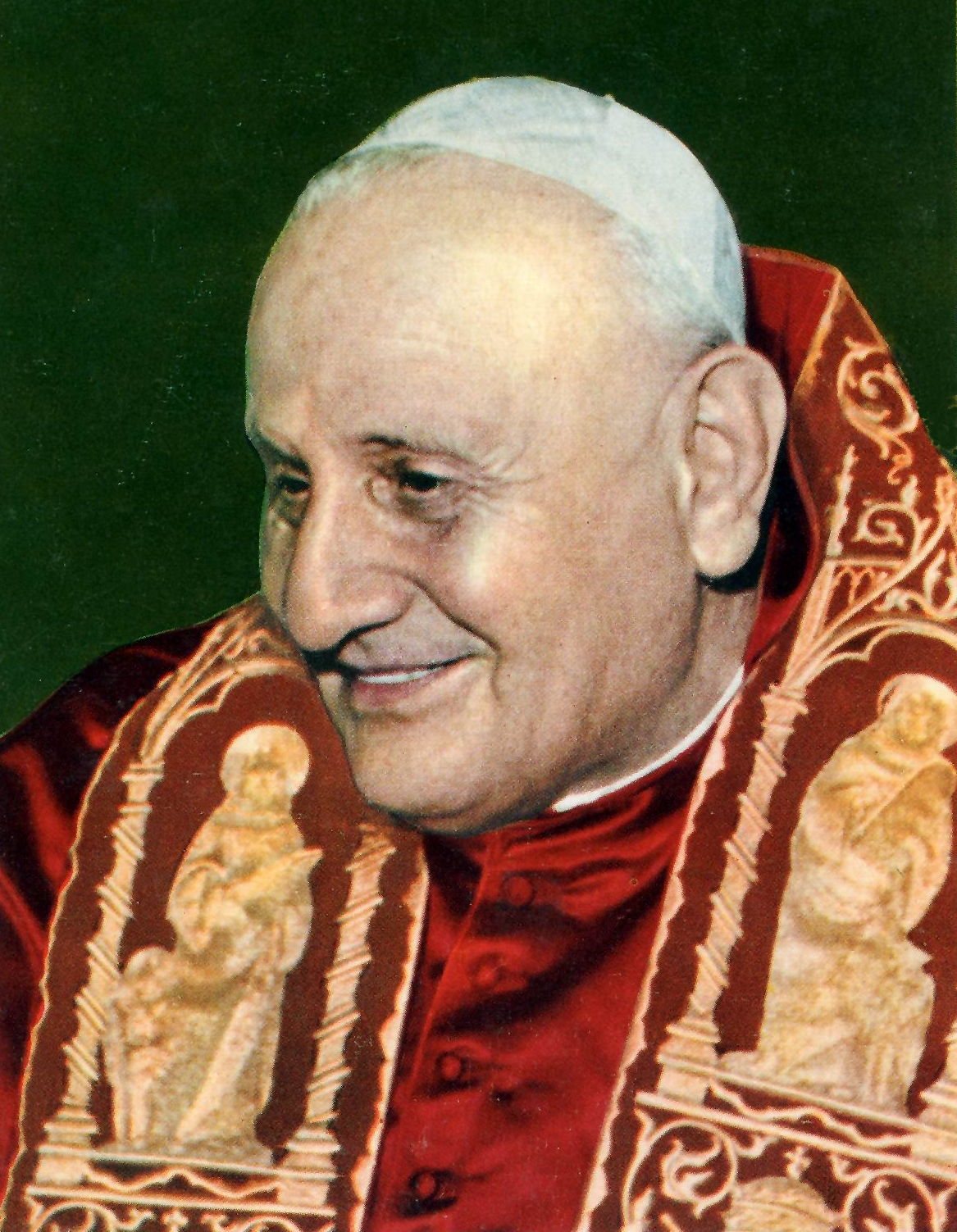
Giovanni XXIII nel 1959

Quando il cardinale Roncalli fu eletto, ci fu una piccola controversia per decidere se dovesse essere chiamato Giovanni XXIII oppure Giovanni XXIV. Lui stesso scelse la prima ipotesi, chiudendo la questione. La decisione di non assumere il numerale XXIV valeva come conferma dello stato di antipapa al precedente Giovanni XXIII.
La scelta era stata in un certo senso già presa sabato 27 settembre 1958 a Lodi, dove il cardinale Roncalli, in veste di legato pontificio per le celebrazioni dell'ottavo centenario di rifondazione della città, accolto dal vescovo Tarcisio Vincenzo Benedetti, visitò la quadreria della Sala Gialla del palazzo vescovile soffermandosi davanti a un quadro che ritraeva un papa in posa benedicente. Avendo chiesto di chi si trattasse e sentendosi rispondere "Giovanni XXIII", Roncalli fece notare bonariamente che non conveniva tenere in un palazzo vescovile il quadro di un antipapa. Di fronte all'imbarazzo dei presenti (primo tra tutti il vescovo Benedetti), Roncalli comunque precisò: "Fu un antipapa, ma ebbe il merito di indire il Concilio di Costanza, che restituì l'unità alla Chiesa dopo lo Scisma d'Occidente".
Nessuno immaginava che un mese dopo sarebbe toccato proprio a Roncalli troncare definitivamente la questione scegliendo di farsi chiamare Giovanni ed assumendo l'ordinale XXIII. Anni dopo si scoprì che quel quadro, tuttora conservato nel palazzo vescovile di Lodi, ritraeva in realtà papa Pio VI e non l'antipapa Giovanni XXIII.

### Lo stemma papale
Di rosso, alla fascia d'argento, alla torre al naturale chiusa e finestrata di nero attraversante sul tutto e accostata in capo da due gigli d'argento, col capo patriarcale di Venezia: d'argento, al leone alato passante, guardante e nimbato, tenente con la branca anteriore destra un libro aperto recante la scritta PAX TIBI MARCE EVANGELISTA MEUS, il tutto d'oro.
Essendo di umili origini, papa Giovanni XXIII non disponeva di uno stemma di famiglia. Quando dovette scegliere un'arma, il sacerdote Roncalli scelse lo stemma della sua città natale, Sotto il Monte. Come patriarca, Roncalli seguì la tradizione veneziana di porre il leone di San Marco in capo al suo scudo, simbolo che intese conservare anche nel suo stemma come pontefice, sull'esempio di quanto aveva fatto Pio X, anch'egli patriarca di Venezia prima di essere eletto pontefice. Al suo araldista, mons. Bruno Bernhard Heim, Giovanni XXIII chiese solo di rendere "meno feroce e più umano" il leone di San Marco in capo al suo stemma, rendendo meno visibili denti ed artigli.
Allo stemma di papa Giovanni XXIII, in riconoscenza, si rifà anche quello che fu del suo segretario personale, il cardinal Loris Capovilla.

## Il pontificato

### L'ecumenismo della Chiesa universale

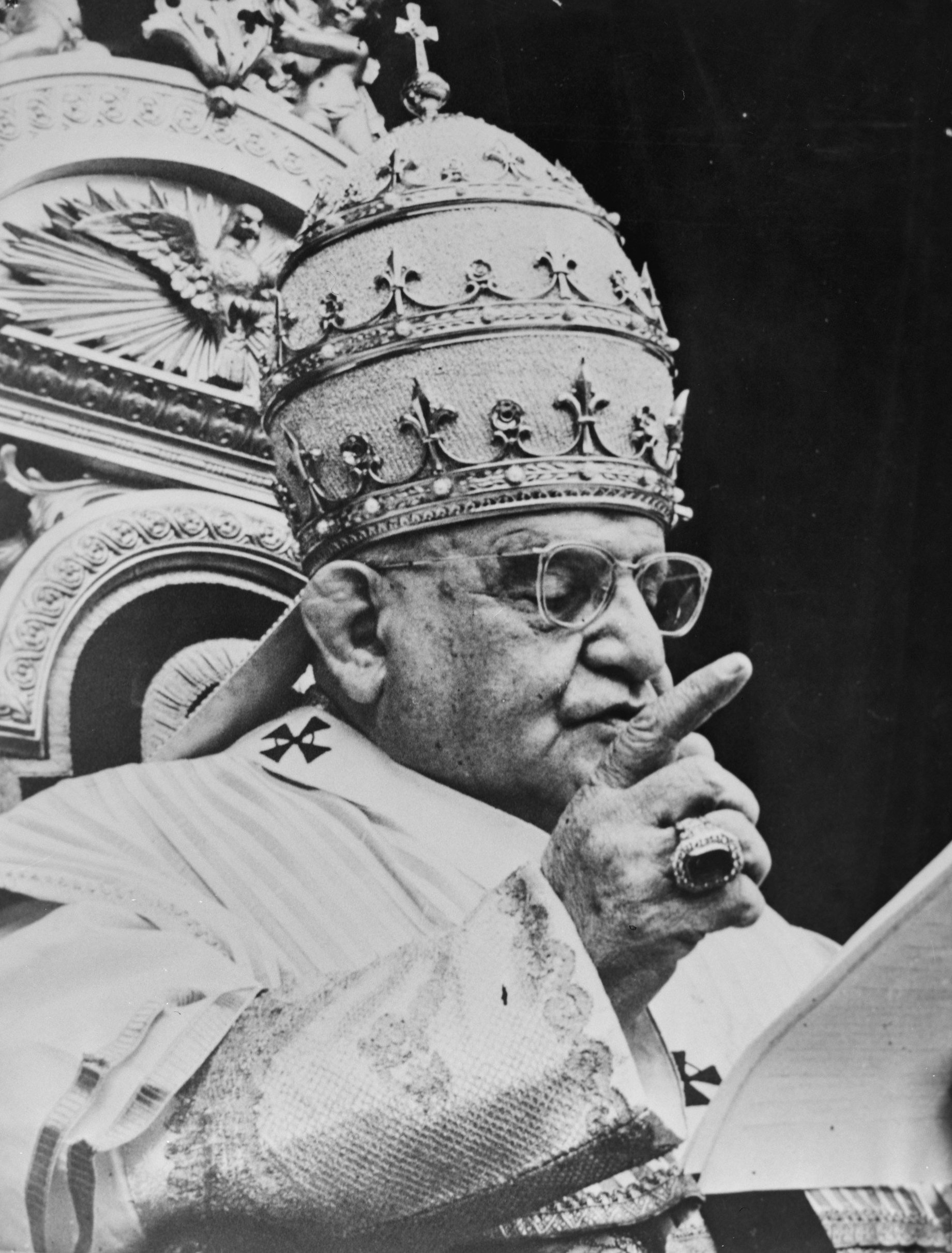
Giovanni XXIII con la tiara papale

Giovanni XXIII in visita ai detenuti del carcere romano di Regina Coeli

Il primo atto di papa Giovanni XXIII fu la nomina di monsignor Domenico Tardini a segretario di Stato, una carica che il suo predecessore aveva lasciato vacante sin dal 1944.
Nel dicembre 1958 provvide a integrare il Collegio cardinalizio che, a causa dei rari concistori di papa Pio XII, si era molto ridotto. Il primo cardinale da lui creato fu l'arcivescovo di Milano Giovanni Battista Montini, che gli succederà sul soglio pontificio con il nome di Paolo VI. Parimenti creò cardinale anche il segretario di Stato Tardini.
In quattro anni e mezzo Giovanni XXIII creò cinquantadue nuovi cardinali, superando il tetto massimo di settanta cardinali in totale, fissato nel XVI secolo da papa Sisto V. Nel concistoro del 28 marzo 1960 nominò il primo cardinale nero, il tanzaniano Laurean Rugambwa, il primo cardinale giapponese, Peter Tatsuo Doi e il primo cardinale filippino, Rufino Jiao Santos. Il 6 maggio 1962, elevò agli altari anche il primo santo mulatto, Martín de Porres, il cui iter canonico era incominciato nel 1660 e poi interrotto.
Un tratto distintivo del suo pontificato furono i «fuori programma», spesso coinvolgenti per i convenuti. Essi riempirono quel vuoto di contatto con il popolo che i precedenti pontefici avevano perseguito con la comunicazione distante del "Vicario di Cristo in Terra" e preservato in virtù di un ruolo immanentista e dogmatico del papa, ormai sorpassato. Per il primo Natale da papa, Giovanni XXIII visitò e benedisse i bambini malati dell'ospedale romano Bambin Gesù, alcuni dei quali furono talmente sorpresi che lo scambiarono per Babbo Natale.
Il giorno successivo, memoria liturgica di Santo Stefano protomartire, visitò i detenuti nel carcere romano di Regina Coeli, dicendo loro: «Non potete venire da me, così io vengo da voi... Dunque eccomi qua, sono venuto, m'avete visto; ho messo i miei occhi nei vostri occhi, ho messo il cuor mio vicino al vostro cuore... La prima lettera che scriverete a casa deve portare la notizia che il papa è stato da voi e si impegna a pregare per i vostri familiari». Accarezzò quindi il capo di un recluso che gli si inginocchiò davanti, domandandogli se «le parole di speranza che lei ha pronunciato valgono anche per me».
In totale si contano 152 uscite di papa Giovanni dalle mura del Vaticano; egli adottò l'abitudine della visita domenicale alle parrocchie romane.
Lo stile di papa Giovanni XXIII non si caratterizzò soltanto per l'informalità. A soli tre mesi dalla sua elezione al soglio pontificio, il 25 gennaio 1959, nella basilica di San Paolo fuori le mura, Giovanni XXIII annunciò l'indizione di un concilio ecumenico, di un sinodo della diocesi di Roma e l'aggiornamento del Codice di diritto canonico.
Novant'anni dopo il Concilio Vaticano I, fra lo stupore dei suoi consiglieri e vincendo le resistenze della parte conservatrice della Curia, annunciò:
In aggiunta all'ecumenismo della proposta conciliare, Giovanni XXIII perseguì rapporti fraterni con i rappresentanti di diverse confessioni cristiane e non cristiane, in particolar modo con il pastore David J. Du Plessis, ministro pentecostale della Chiesa Cristiana Evangelica delle Assemblee di Dio. Il venerdì santo del 1959, senza alcun preavviso, diede ordine di rimuovere dalla preghiera Pro Judaeis, tradizionalmente recitata in quel giorno durante la liturgia solenne, la dizione che definiva "perfidi" gli ebrei. Questo gesto fu considerato un primo passo verso il riavvicinamento tra le due religioni e indusse Jules Isaac, direttore dell'Associazione "Amicizia ebraico-cristiana" a chiedere un'udienza al Papa, che venne accordata il 13 giugno 1960.

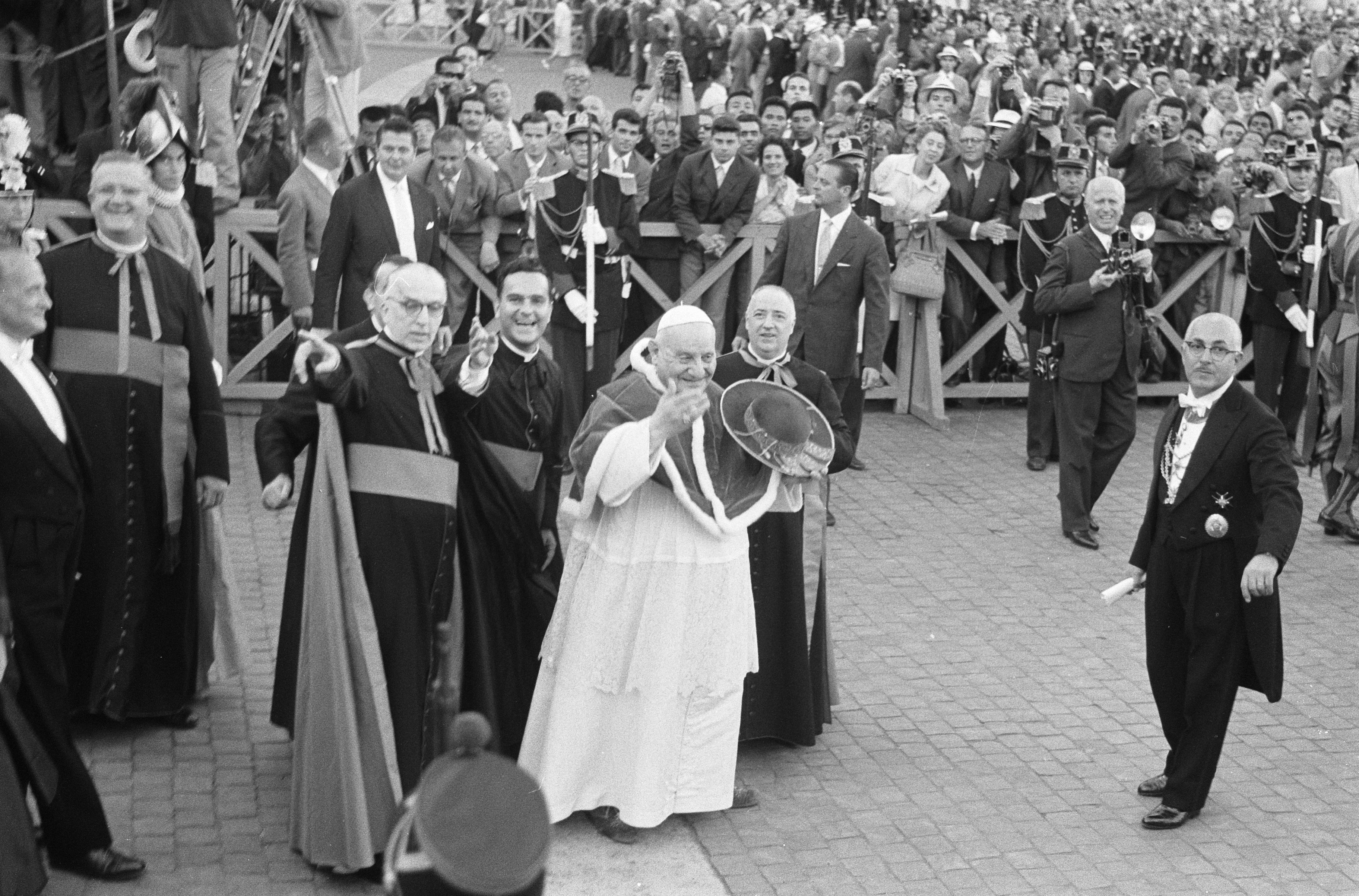
Giovanni XXIII saluta gli atleti convenuti in piazza San Pietro per le Olimpiadi

Il 24 agosto 1960, alla vigilia dell'inizio dei Giochi della XVII Olimpiade, il Papa pronunciò un discorso in piazza San Pietro rivolto a tutti gli atleti partecipanti alle Olimpiadi e impartì la benedizione apostolica sui presenti. Il 2 dicembre 1960 Giovanni XXIII incontrò in Vaticano, per circa un'ora, Geoffrey Francis Fisher, arcivescovo di Canterbury. Fu la prima volta in oltre 400 anni che un capo della Chiesa anglicana visitava il papa. Il 12 agosto 1961, a seguito della morte del cardinale Tardini, nominò segretario di Stato il cardinale Amleto Giovanni Cicognani.

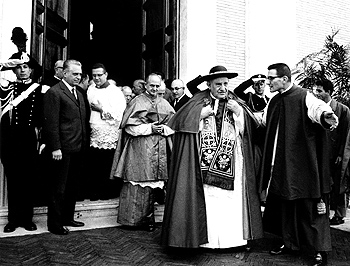
Papa Giovanni XXIII presenzia all'inaugurazione della facoltà di Medicina e Chirurgia dell'Università Cattolica del Sacro Cuore a Roma, il 5 novembre 1961. Dietro il pontefice si scorge, con la berretta cardinalizia tra le mani, il cardinale Montini, futuro papa Paolo VI

Il 17 ottobre 1961, in occasione dell'anniversario del rastrellamento del ghetto di Roma, papa Giovanni XXIII ricevette in Vaticano un gruppo di centotrenta ebrei provenienti dagli Stati Uniti per ringraziarlo per la sua opera a favore del popolo ebraico, prima e dopo il secondo conflitto mondiale, e li accolse con le parole bibliche: «Io sono Giuseppe, vostro fratello», in riferimento (oltre che al proprio nome di battesimo) all'incontro in Egitto e alla riconciliazione tra il patriarca Giuseppe e i suoi undici fratelli che, in gioventù, lo avevano perseguitato.

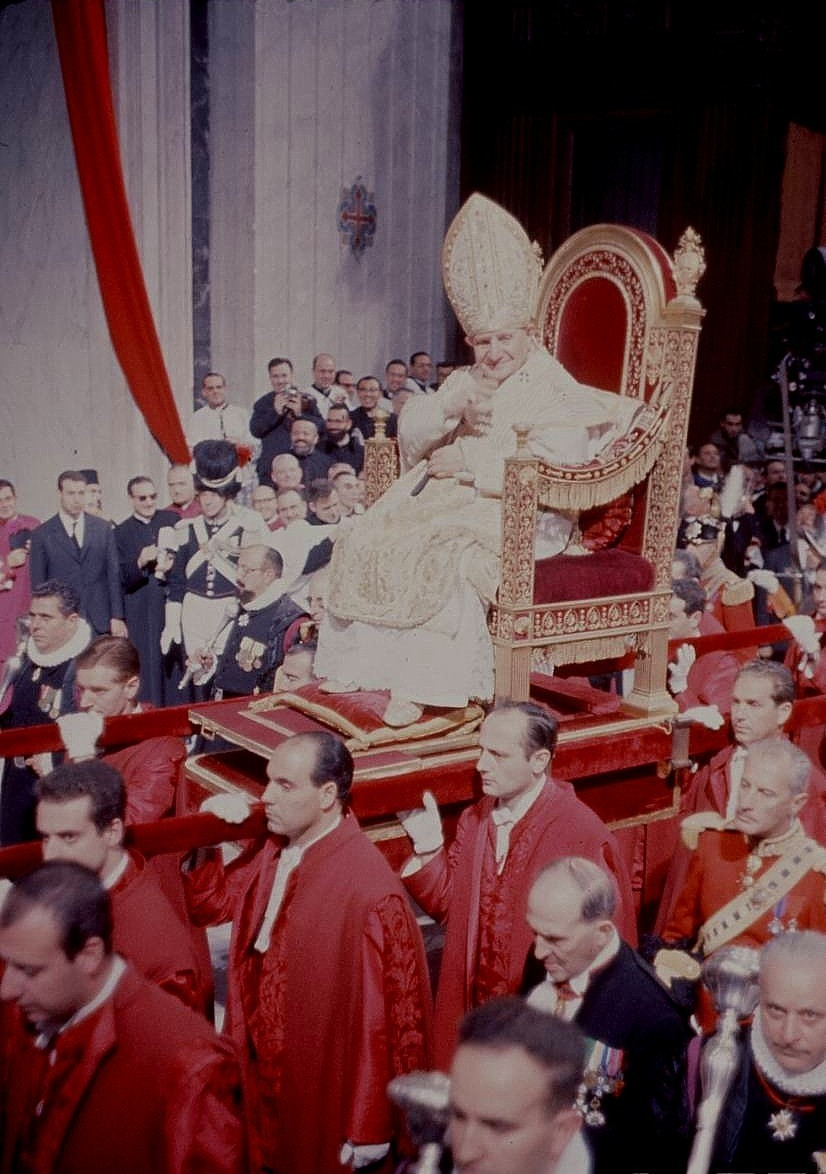
Giovanni XXIII in sedia gestatoria nel 1962

Il 3 gennaio 1962 si diffuse la notizia che papa Giovanni XXIII avesse scomunicato Fidel Castro dando seguito al decreto del 1949 di papa Pio XII che vietava ai cattolici di appoggiare i governi comunisti. A parlare di scomunica fu l'arcivescovo Dino Staffa, in quel momento segretario della Congregazione per i seminari, che in base ai suoi studi di diritto canonico la considerava già operata de facto se non de jure; inoltre altri importanti esponenti della curia volevano con questa mossa lanciare un segnale ostile al centro-sinistra allora nascente in Italia. L'autorevolezza di tali voci fece in modo che la leggenda della scomunica non venisse smentita dal papa (che però ne fu molto dispiaciuto) e che fosse creduta da tutti, anche da Castro stesso, che aveva precedentemente abbandonato la fede cattolica e che lo considerò un evento di scarse conseguenze poiché, per sua stessa ammissione, non era mai stato credente. In realtà tale atto non è stato mai effettuato dal pontefice, come ha rivelato il 28 marzo 2012 l'allora segretario monsignor Loris Capovilla, secondo cui la parola "scomunica" non faceva parte del vocabolario del "Papa buono". A testimonianza di quanto dichiarato vi è il diario di Giovanni XXIII in cui il papa non accenna al provvedimento né il 3 gennaio 1962 (data in cui parla solamente delle sue udienze) né in altre date.
Nello stesso 1962, il Sant'Uffizio, presieduto dal cardinale Alfredo Ottaviani, redasse il Crimen sollicitationis, con l'avallo di papa Giovanni: un documento diretto a tutti i vescovi del globo, che stabilisce le pene da comminare secondo il diritto canonico nelle cause di sollicitatio ad turpia (latino, «provocazione a cose turpi»), cioè quando un chierico (presbitero o vescovo) veniva accusato di usare il sacramento della confessione per fare avance sessuali ai penitenti. In esso fu prevista, per gli episodi più gravi, la scomunica per coloro che non vi si fossero attenuti.
Il 7 marzo 1963, tra lo stupore generale, concesse udienza a Rada Chruščёva, figlia del segretario generale del PCUS Nikita Chruščёv, e a suo marito Alexei Adžubej: essi gli riportarono l'apprezzamento del leader sovietico per le iniziative del papa in favore della pace, lasciando intendere la disponibilità per lo stabilimento di relazioni diplomatiche tra il Vaticano e l'Unione Sovietica. In risposta Giovanni XXIII evidenziò la necessità di procedere per tappe in tale direzione, temendo che un tale passo, se troppo affrettato, non sarebbe stato condiviso dall'opinione pubblica.

### Il Concilio Vaticano II
Mentre i suoi consiglieri pensavano a tempi lunghi (almeno un decennio) per i preparativi, Giovanni XXIII programmò e organizzò in pochi mesi il Concilio Vaticano II. Il 25 dicembre 1961 firmò ufficialmente la Bolla d'Indizione Humanae Salutis, e indicò la finalità del Concilio nella ricerca dell'unità e nella pace del mondo.
Il 4 ottobre 1962, a una settimana dall'inizio del Concilio Vaticano II, Giovanni XXIII si recò in pellegrinaggio a Loreto e Assisi per affidare le sorti dell'imminente Concilio alla Madonna e a San Francesco (Roncalli era dall'età di 14 anni terziario francescano). Per la prima volta dall'unità d'Italia un papa uscì dai confini di Roma e dintorni. Il breve tragitto costituì l'esempio di papa pellegrino che fu poi seguito dai suoi successori (Paolo VI, Giovanni Paolo II, ecc.). La gente accolse l'iniziativa affollando a dismisura le varie stazioni dove sostò il treno papale e i due santuari meta del tragitto (ad Assisi i frati salirono persino sui tetti antistanti la basilica).

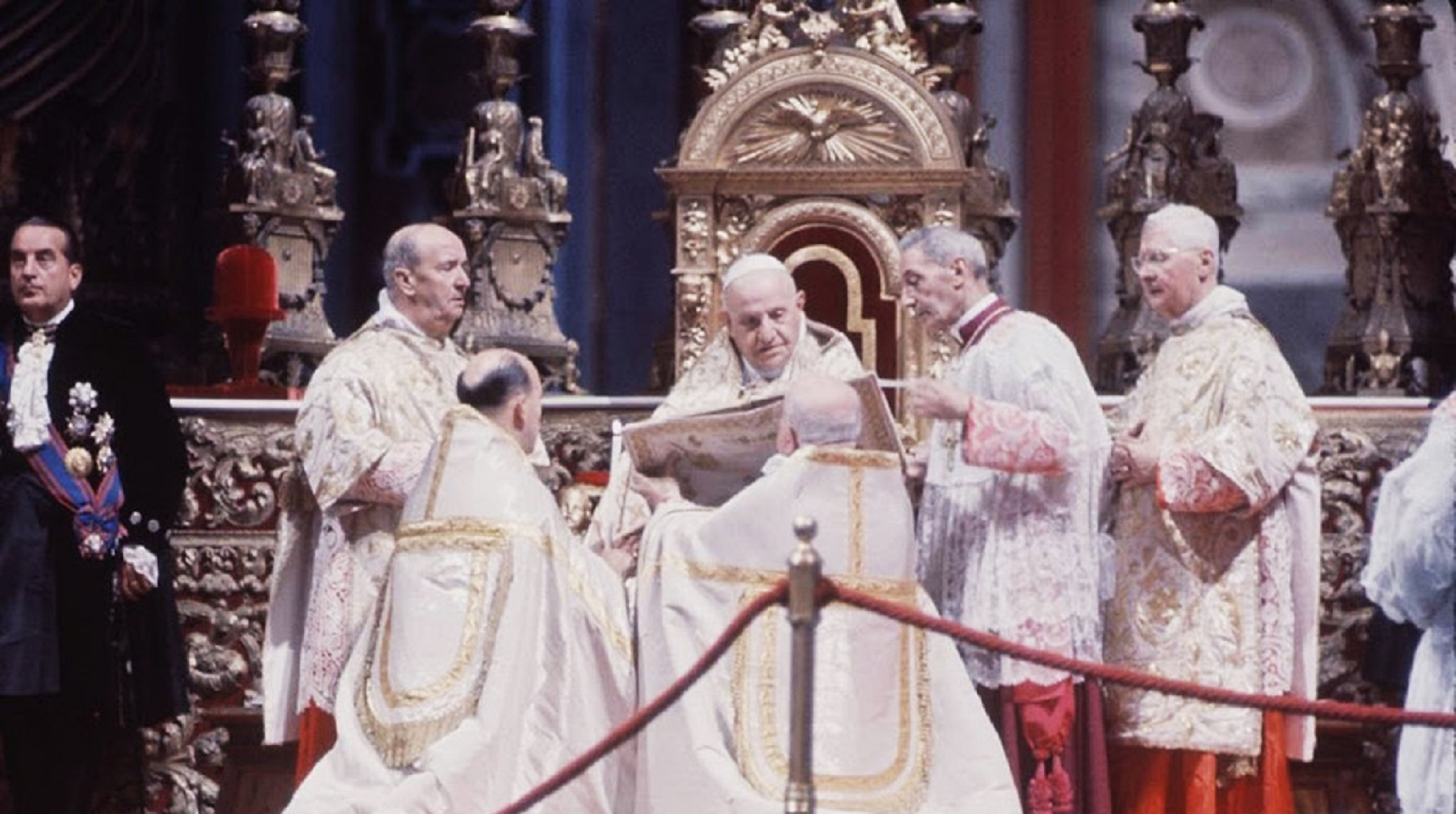
Giovanni XXIII presiede la cerimonia di apertura del Concilio Vaticano II nella Basilica di San Pietro

Il Concilio fu aperto ufficialmente l'11 ottobre 1962 all'interno della basilica di San Pietro in Vaticano con una cerimonia solenne. In tale occasione Giovanni XXIII pronunciò il discorso Gaudet Mater Ecclesia (Gioisce la Madre Chiesa) nel quale indicò quale fosse lo scopo principale del concilio:
(Papa Giovanni XXIII – Discorso per la solenne apertura del SS. Concilio, 11 ottobre 1962)
Il concilio si caratterizzò pertanto subito per una marcata natura "pastorale": si vollero interpretare i "segni dei tempi" (Matteo 16, 3); la Chiesa avrebbe dovuto riprendere a parlare con il mondo, anziché arroccarsi su posizioni difensive.
Nello stesso discorso Roncalli si rivolse anche ai «profeti di sventura»:
Nel corso dell'ultimo secolo la Chiesa cattolica da eurocentrica si era andata caratterizzando sempre più come una Chiesa universale, soprattutto grazie alle attività missionarie avviate durante il pontificato di Pio XI. Il Concilio fu la prima vera occasione affinché le realtà ecclesiali fino a quel momento rimaste ai margini della Chiesa potessero farsi conoscere.
La diversità non era più rappresentata dalle sole Chiese cattoliche di rito orientale, ma anche dalle Chiese latino-americane e africane, che chiedevano maggiore considerazione per la loro "diversità". Non solo: al Concilio parteciparono per la prima volta, in qualità di osservatori, anche esponenti delle altre confessioni cristiane diverse da quella cattolica, come ad esempio quelle ortodosse e protestanti.

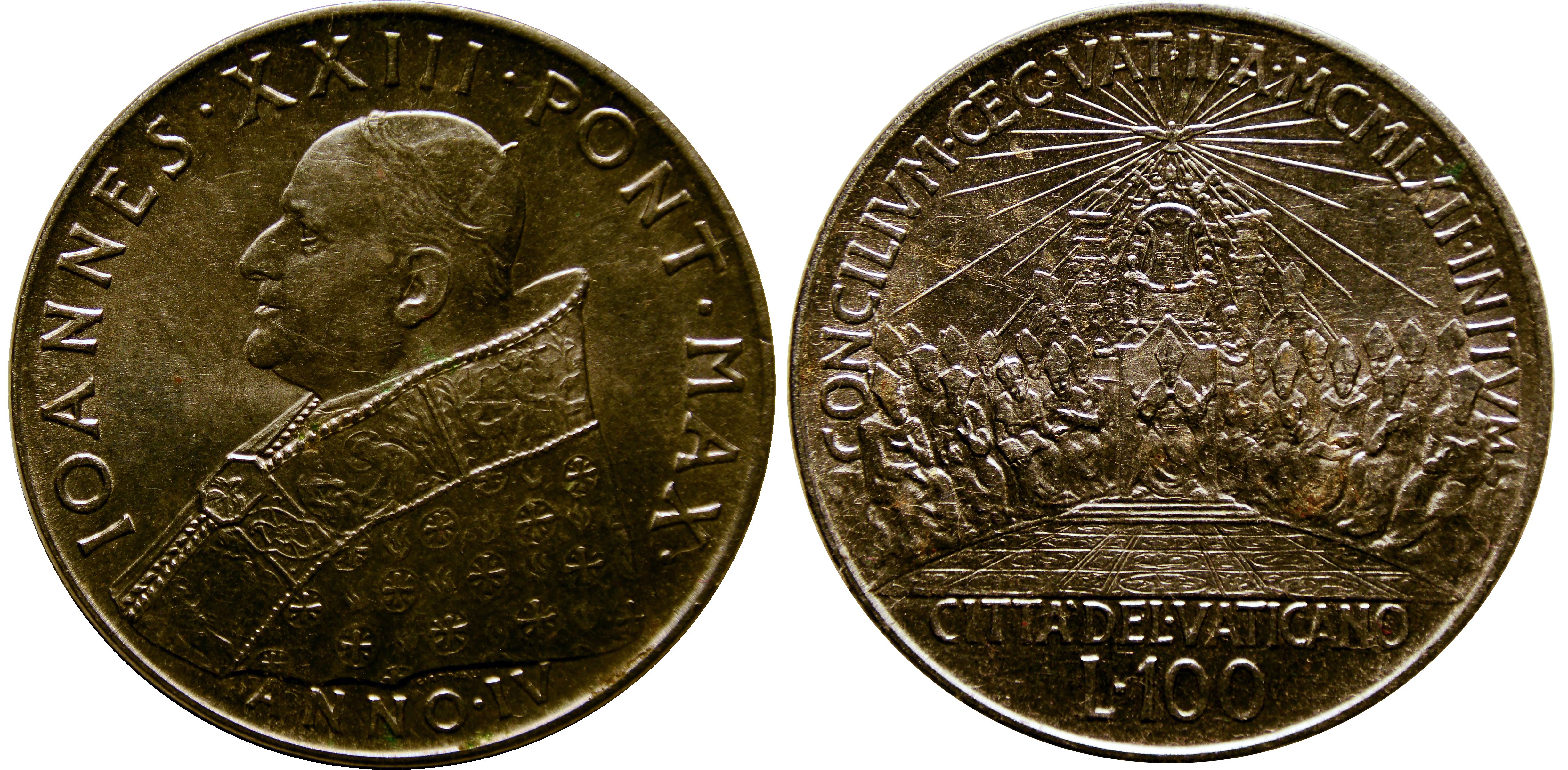
Moneta commemorativa dell'apertura del Concilio Vaticano II, 100 lire, tiratura 200.000 pezzi, 1962

Dal Concilio Vaticano II, che Giovanni XXIII non vide terminare, si sarebbero prodotti negli anni successivi fondamentali cambiamenti che avrebbero dato una nuova connotazione al cattolicesimo moderno; gli effetti più immediatamente visibili consistettero nella riforma liturgica del rito romano, in un nuovo ecumenismo e in un nuovo approccio al mondo e alla modernità.

### Il discorso della luna

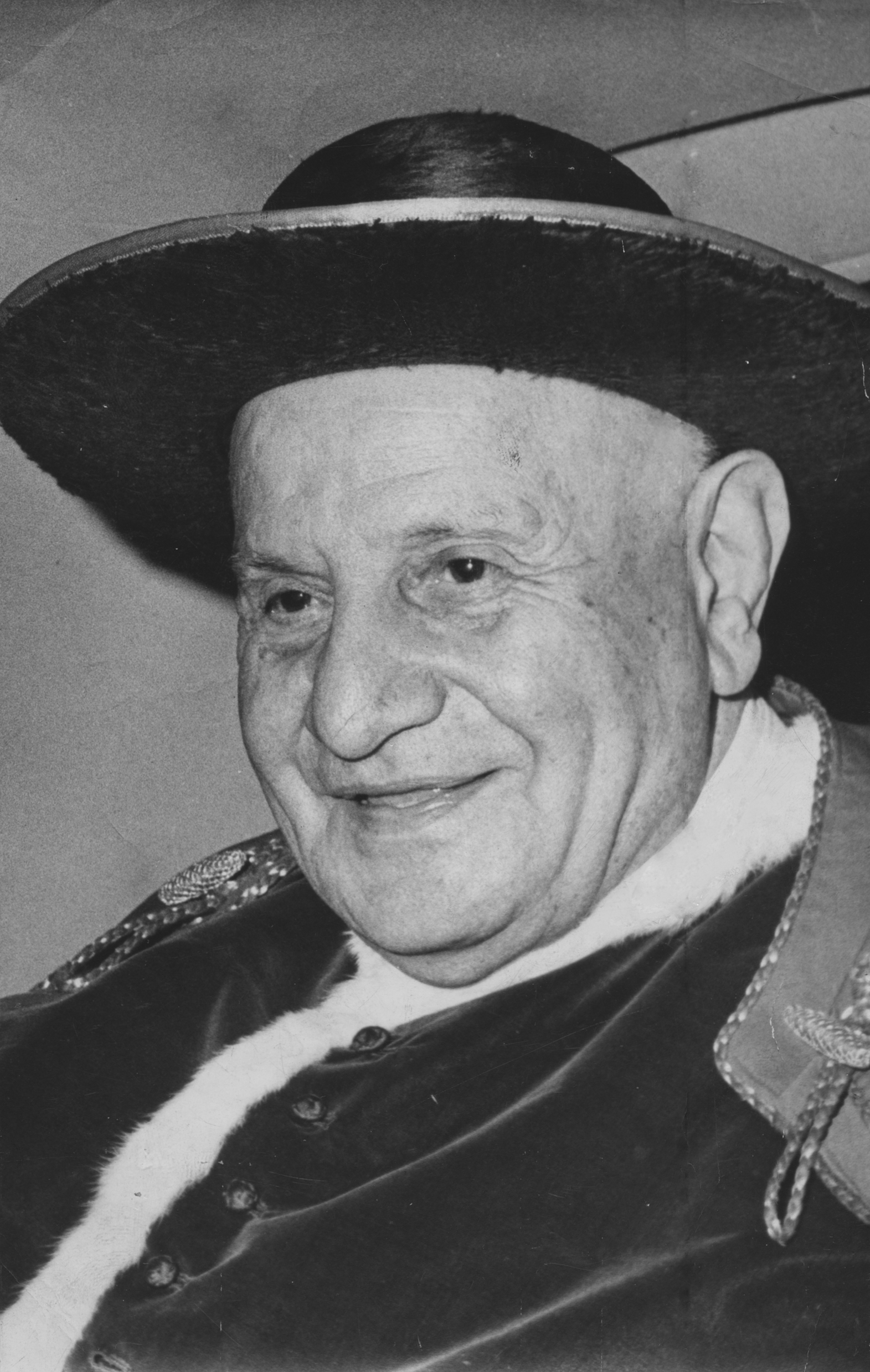
Giovanni XXIII col saturno

Uno dei più celebri discorsi di papa Giovanni è quello noto come "discorso della luna". In occasione della serata di apertura del Concilio, piazza San Pietro era gremita di fedeli radunati per una fiaccolata di preghiera indetta dall'Azione Cattolica. Chiamato a gran voce, Roncalli decise di affacciarsi, per benedire i presenti. Poi decise di pronunciare a braccio un discorso semplice, dolce e poetico, con un particolare richiamo alla luna, contenente elementi del tutto innovativi:
Salutò i fedeli della diocesi di Roma, essendone vescovo, e compì un atto di umiltà probabilmente senza precedenti, asserendo, tra le altre cose:
(...) Facciamo onore alle impressioni di questa sera, che siano sempre i nostri sentimenti, come ora li esprimiamo davanti al cielo, e davanti alla terra: fede, speranza, carità, amore di Dio, amore dei fratelli. E poi tutti insieme, aiutati così, nella santa pace del Signore, alle opere del bene.»
Particolarmente famose sono le frasi finali, improntate sulla linea dell'umiltà:

### La crisi di Cuba

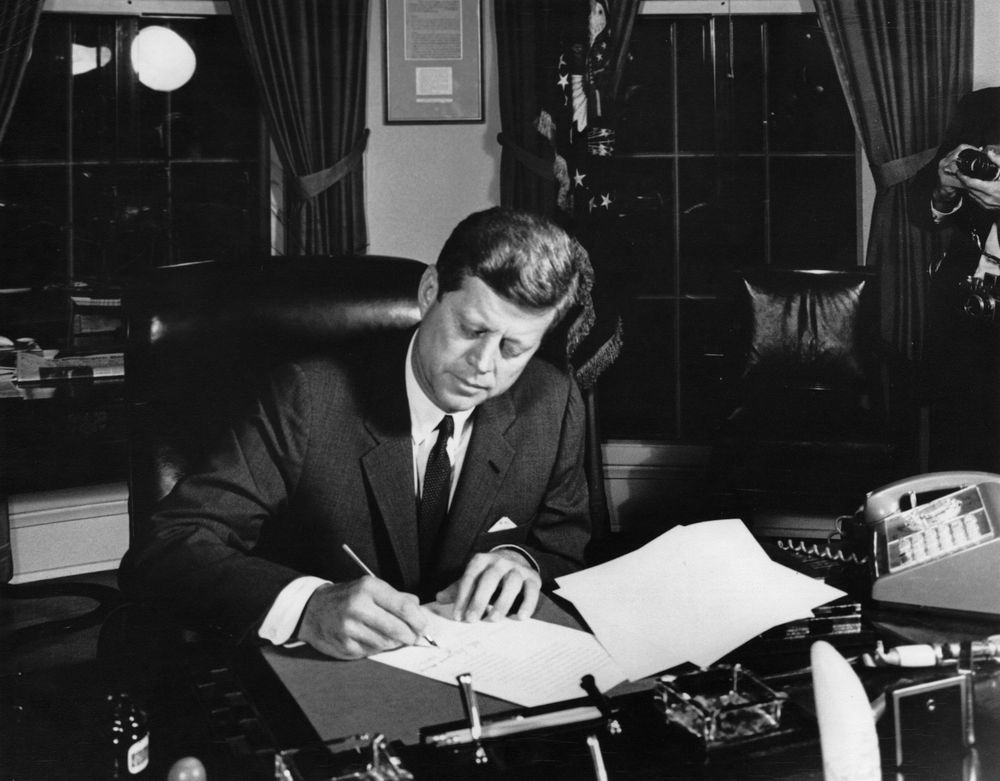
Il presidente USA John Kennedy autorizza il blocco navale di Cuba

Pochi giorni dopo l'apertura del Concilio ecumenico, il mondo sembra precipitare nel baratro di un conflitto nucleare. Il 22 ottobre 1962, il presidente degli Stati Uniti d'America John F. Kennedy annuncia alla nazione la presenza di installazioni missilistiche a Cuba e l'avvicinamento all'isola di alcune navi sovietiche con a bordo le testate nucleari per l'armamento dei missili. Il Presidente statunitense impone un blocco navale militare a 800 miglia dall'isola, ordinando agli equipaggi di essere pronti a ogni eventualità, ma le navi sovietiche sembrano intenzionate a forzare il blocco.
Di fronte alla drammaticità della situazione, il Papa sente la necessità di agire per la pace. Il 25 ottobre successivo, alla Radio Vaticana, rivolge "a tutti gli uomini di buona volontà" un messaggio in lingua francese, già consegnato - in precedenza - all'ambasciatore degli Stati Uniti presso la santa Sede e ai rappresentanti dell'Unione Sovietica: 
Il messaggio suscita consenso in entrambe le parti in causa; alla fine la crisi rientra.
Non sono stati ancora pubblicati documenti sull'attività per la pace esercitata in quei giorni della diplomazia vaticana nei confronti del cattolico Kennedy e sull'Unione Sovietica, per tramite del governo italiano, presieduto dal democristiano Amintore Fanfani. È certo, peraltro, che il 27 ottobre alle ore 11:03, dopo nemmeno quarantotto ore dal radiomessaggio del Papa, giunge a Washington una proposta del leader sovietico Nikita Chruščёv concernente il ritorno in Patria delle navi sovietiche e lo smantellamento delle postazioni cubane in cambio del ritiro delle testate atomiche americane dalla Turchia e dall'Italia (base di San Vito dei Normanni). Poiché in quella stessa mattinata, nella capitale degli Stati Uniti, era presente Ettore Bernabei, uomo di fiducia di Fanfani, già con l'incarico di consegnare al presidente Kennedy una nota del governo italiano con la quale si accettava il ritiro dei missili dalla base italiana, non è improbabile che la mediazione diplomatica sia stata abilmente concertata tra il Vaticano e Palazzo Chigi.
Il 28 ottobre gli Stati Uniti accettano la proposta sovietica.
L'importanza del passo compiuto dal Papa è testimoniata dal russo Anatoly Krasikov, nella biografia di Giovanni XXIII scritta da Marco Roncalli: "Resta curioso il fatto che negli Stati cattolici non si riesca a trovare traccia di una reazione ufficiale positiva, all'appello papale alla pace, mentre l'ateo Kruscev non ebbe il più piccolo momento di esitazione per ringraziare il Papa e per sottolineare il suo ruolo primario per la risoluzione di questa crisi che aveva portato il mondo sull'orlo dell'abisso". In data 15 dicembre 1962, infatti, perveniva al Papa un biglietto di ringraziamento del leader sovietico del seguente tenore: "In occasione delle sante feste di Natale La prego di accettare gli auguri e le congratulazioni... per la sua costante lotta per la pace e la felicità e il benessere'. La drammatica esperienza convince ancor più Giovanni XXIII a un rinnovato impegno per la pace. Da questa consapevolezza, nasce, nell'aprile del 1963, la stesura dell'enciclica Pacem in Terris.

### Pacem in Terris

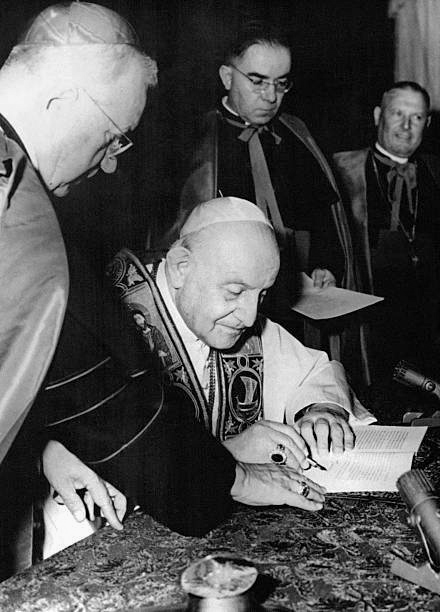
Giovanni XXIII firma l'enciclica Pacem in Terris

La Pacem in Terris resta tuttora un brano fondamentale della teologia cattolica sul versante della socialità, della vita civile e della cultura sociale occidentale (anche laica) del Novecento. È un testo la cui lettura, discretamente agevole, è necessaria per la comprensione di alcune tracce della politica vaticana e di quella occidentale.
Giovanni XXIII rivelò che aveva affidato la composizione delle sue encicliche più famose, quelle di carattere sociale, a suoi collaboratori: nel caso della Mater et Magistra fu lui stesso a confermarlo alla finestra di piazza San Pietro, precisando che il gruppo degli incaricati si era ritirato in Svizzera e lui ne aveva perduto le tracce. Per l'enciclica Pacem in Terris accadde lo stesso: ricevendo il primo ministro del Belgio, Théo Lefévre, che si complimentava per la pubblicazione del documento, gli confidò: «[...] A parte alcune righe che sono mie, tutto il resto è il frutto del lavoro di altri... Sono problemi che il Papa non può conoscere a fondo». Anche il giornale umoristico belga Pan riportò l'episodio.
È la prima enciclica che oltre al clero e ai fedeli cattolici si rivolge "a tutti gli uomini di buona volontà".
Letta nelle intitolazioni dei suoi capoversi, parrebbe un documento pressoché statutario e costituzionale, un'organica classificazione di diritti e doveri. Letta storicamente, invece, contiene elementi che valsero di force de frappe per superare l'immobilismo nei rapporti idealistici fra Chiesa e Stati, allora praticamente stagnanti. Il richiamo alle necessità dello Stato sociale, mentre nel mondo occidentale cominciavano a essere proposti schemi di capitalismo oltranzista sullo stile statunitense, giungeva in piena guerra fredda, con nazioni europee intente a pagare anche politicamente e amministrativamente i tributi della disfatta, e per questo più inclini a considerare (ciò che sarebbe stato anche strumento di facilitazione gestionale per i governi) riduzioni della spesa pubblica destinata all'assistenza sociale.
L'enciclica non andava verso proposte di Stato che da sociale potesse divenire socialista, e puntava al ruolo di centralità dell'uomo, di libero pensiero e intendimento, ragione e motore delle scelte ideali e obiettivo della socialità. È opportuno riportare il punto 5:
La pace, oggetto fondamentale e dichiarato dell'enciclica, può sorgere solo dalla riconsiderazione, in senso particulare (umanistico) del valore del singolo individuo, che non può annientarsi al cospetto dei sistemi, siano essi capitalistici o socialisti. È la cosiddetta «terza via», nota anche come «via del buon senso», oggi riscoperta da sempre più persone e gruppi, ma definita già al tempo.

### La morte

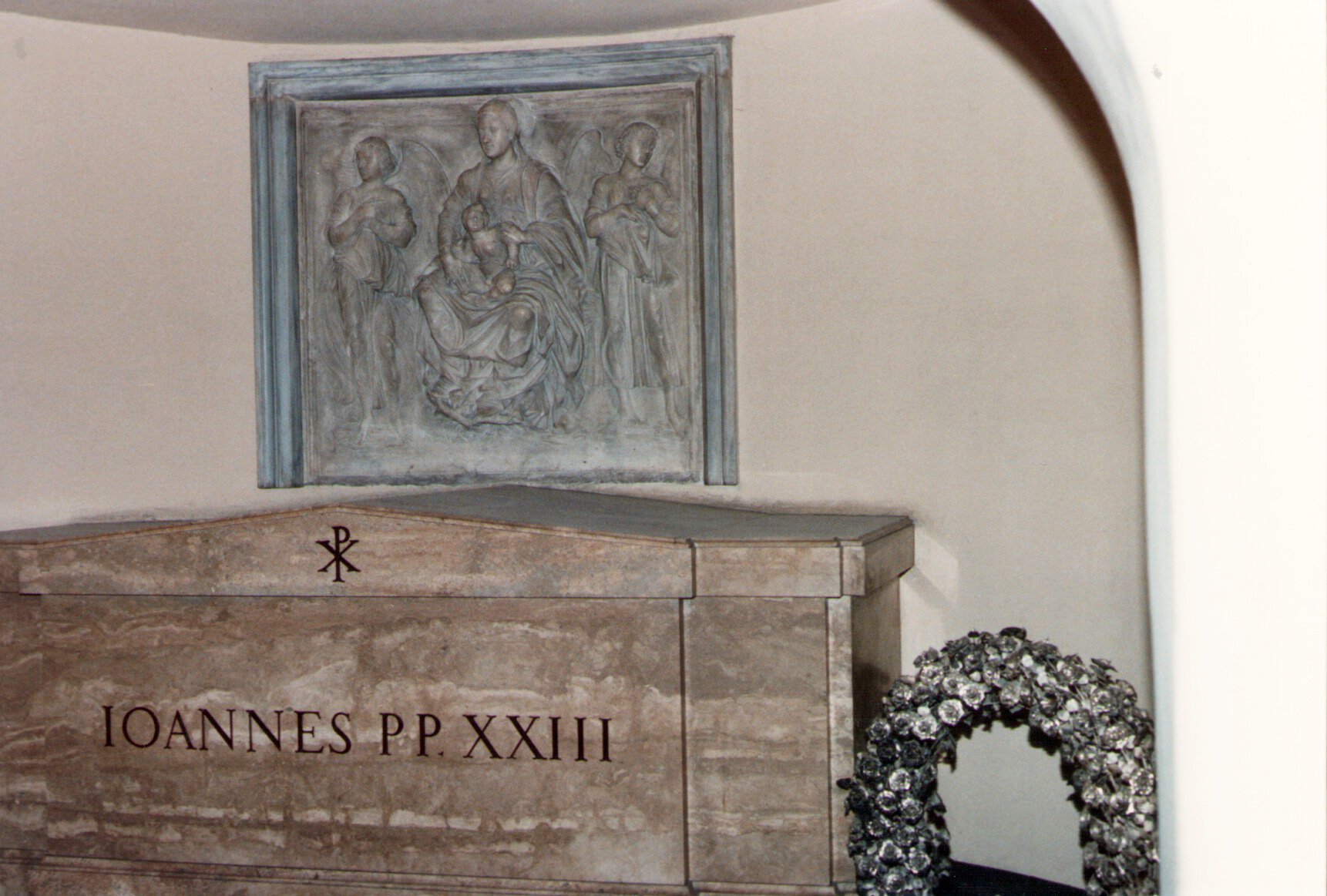
Tomba di Giovanni XXIII, nelle Grotte Vaticane, prima della beatificazione

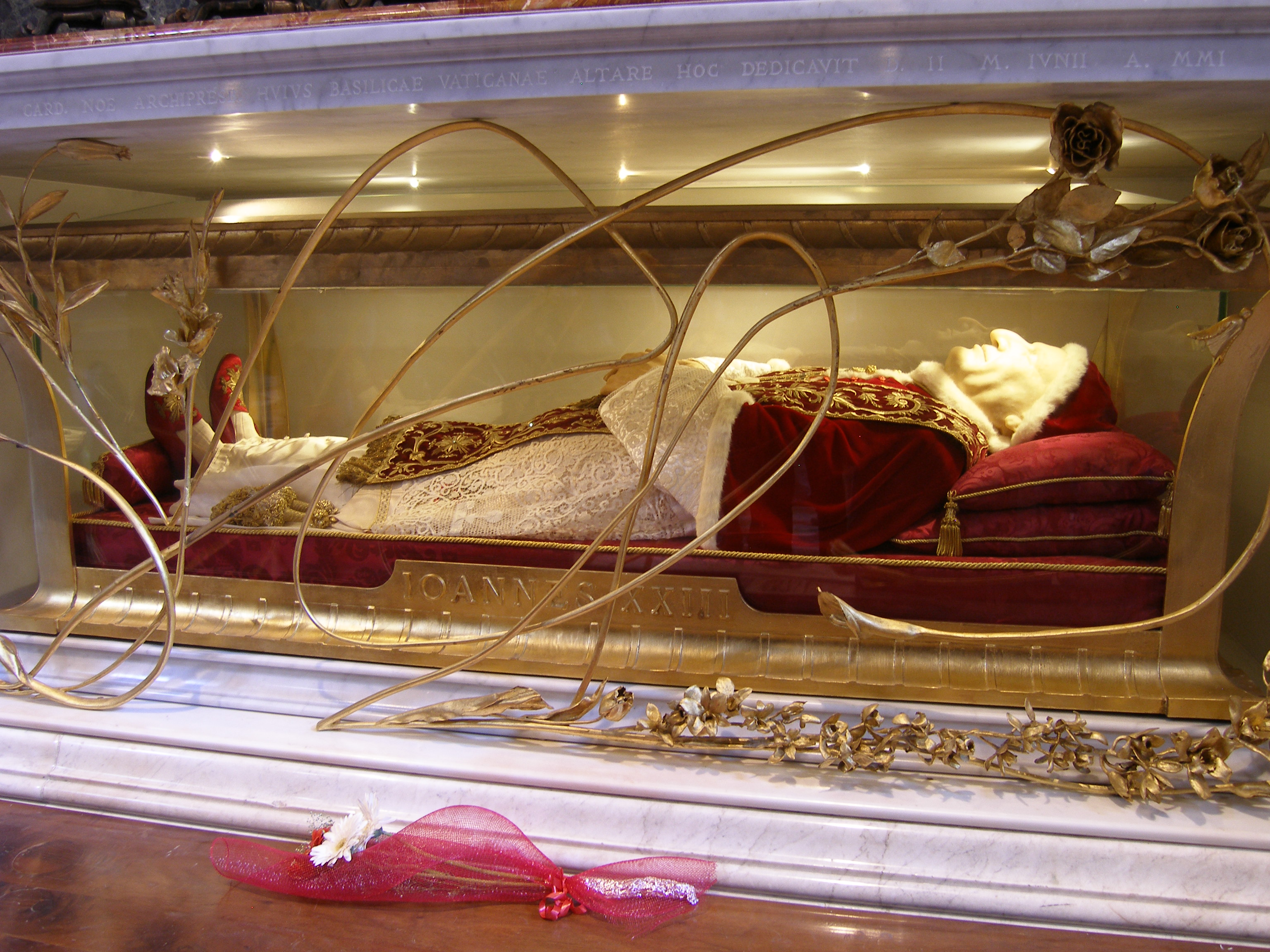
Tomba di Giovanni XXIII, nella basilica di San Pietro in Vaticano. Il volto e le mani sono rivestiti da una pellicola di cera

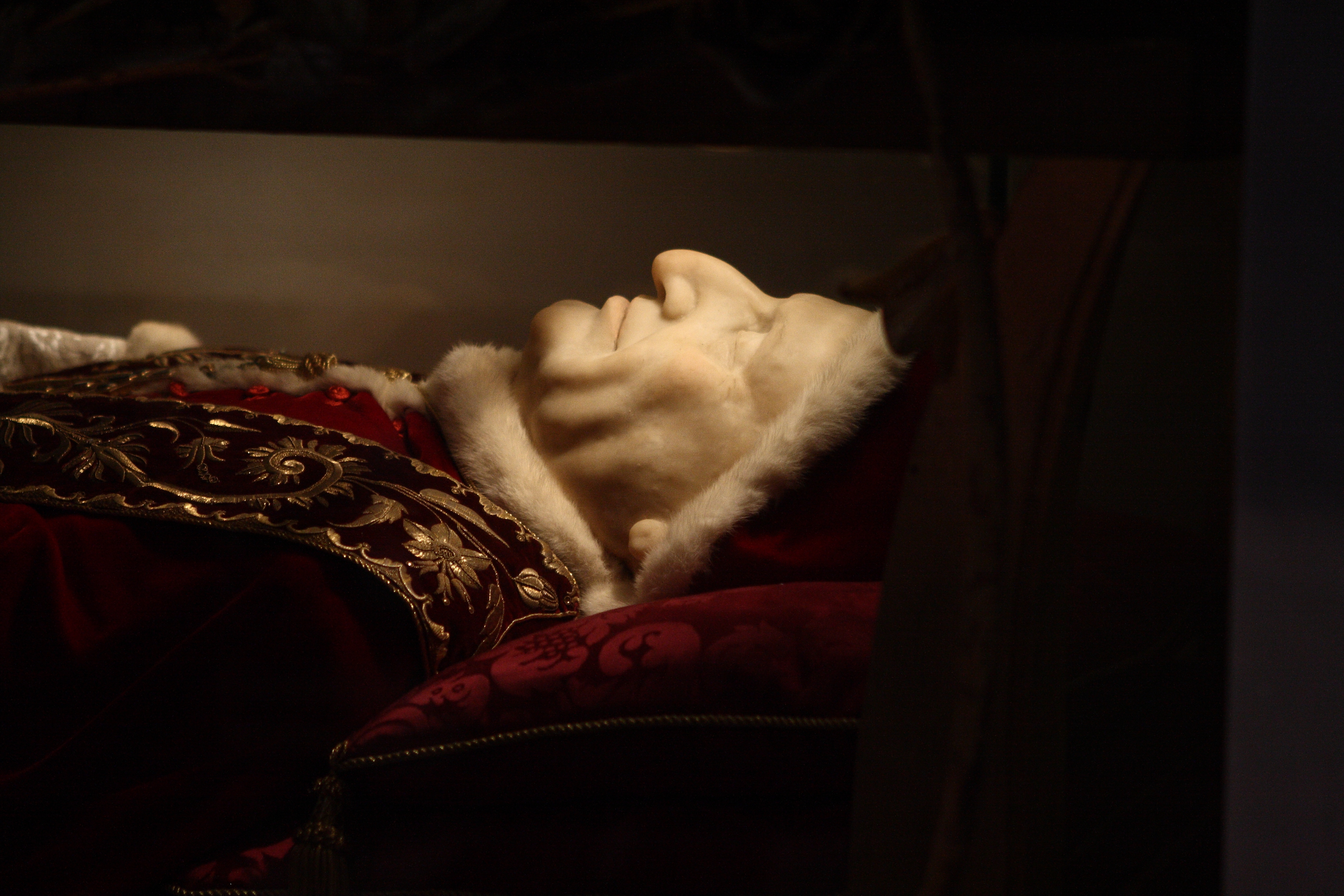
Particolare del volto

Sin dal settembre 1962, prima ancora dell'apertura del Concilio, Giovanni XXIII incominciò ad avvertire le avvisaglie di un tumore dello stomaco, patologia che aveva già colpito alcuni membri della sua famiglia.
Pur visibilmente provato dal progredire del cancro, l'11 aprile 1963 il papa firmò e pubblicò l'enciclica Pacem in Terris e, un mese più tardi, l'11 maggio, ricevette dal presidente della Repubblica italiana Antonio Segni il premio Balzan per il suo impegno in favore della pace. Questo fu il suo ultimo impegno ufficiale; l'ultima apparizione fu invece il 23 maggio, allorché in occasione della solennità dell'Ascensione si affacciò per l'ultima volta dalla finestra del Palazzo Apostolico per recitare il Regina Coeli.
Il 31 maggio il quadro clinico del pontefice incominciò a precipitare: nel primo pomeriggio del 3 giugno gli venne riscontrata una febbre di circa 42 °C. Seppur sempre più provato, Giovanni XXIII si mantenne lucido fino agli ultimi istanti, nei quali affidò le sue ultime parole al segretario particolare mons. Loris Francesco Capovilla:
Giovanni XXIII si spense alle 19:49 del 3 giugno 1963, all'età di 81 anni, mentre in piazza San Pietro volgeva al termine una messa di preghiera per lui.
Memore dell'esito disastroso dell'intervento praticato cinque anni prima sulla salma di papa Pio XII, Roncalli si era raccomandato con il proprio medico di fiducia, il professor Pietro Valdoni (direttore dell’istituto di chirurgia generale del Policlinico Umberto I di Roma), affinché eventuali interventi conservativi sui suoi resti fossero condotti con perizia e criterio. Valdoni e l'anestesista Nicola Mazzoni contattarono alcuni esperti di medicina legale e anatomia, fino ad arrivare al professor Gastone Lambertini, che presentò loro il quarantenne professor Gennaro Goglia, che da due anni andava perfezionando un metodo di conservazione cadaverica basato sull'iniezione nelle arterie principali di un liquido da lui inventato, allo scopo di sostituire il più possibile il sangue e i fluidi corporei.
La sera del 3 giugno Goglia venne chiamato in Vaticano e praticò l'intervento sulla salma del papa; nei giorni seguenti tornò più volte a controllare che non insorgessero problemi.
L'indomani il corpo del papa, rivestito dei molteplici paramenti propri del lutto pontificio (mitria dorata, fanone papale, pallio, rocchetto, chiroteche, pantofole, dalmatiche, manipolo e pianeta, il tutto di colore rosso), venne traslato nella basilica di San Pietro ed esposto dinnanzi all'altare maggiore su un catafalco all'omaggio dei fedeli. Fu l'ultima occasione in cui il rito funebre pontificio ricorse a simili fasti; infatti cinque anni prima Roncalli stesso, nel commentare le esequie del predecessore, aveva - insieme con altri cardinali - aspramente criticato la spettacolarizzazione dell'insieme e la prolungata ostensione della salma (oltretutto il corpo di Pio XII era già in avanzato stato di decomposizione):
La messa esequiale si celebrò in San Pietro il 6 giugno, dopodiché Giovanni XXIII venne sepolto in un sarcofago nelle Grotte Vaticane anche se in un suo autografo lasciò la sua volontà di essere sepolto al Laterano.
Per la prima volta durante i successivi novendiali non venne eretto il tumulo (il tradizionale catafalco di forma piramidale coperto di drappi neri e ornato da molti ceri votivi) dinnanzi all'altare maggiore di San Pietro.
Nel 2000, all'atto della beatificazione, si procedette all'esumazione della salma, che fu trovata in un perfetto stato di conservazione (salvo annerimenti vari e lievi colliquazioni nelle parti declivi), a riprova della perizia dell'intervento praticato dal professor Goglia. Una volta praticati alcuni interventi conservativi, sul volto e sulle mani fu applicato uno strato conservativo di cera. Dopo la cerimonia di beatificazione e l'ostensione ai fedeli, la salma (rivestita in abito corale, con camauro e mozzetta rosso-ermellinati) fu ricomposta in un'urna di vetro in un altare della navata destra della basilica di San Pietro.

## Beatificazione e canonizzazione

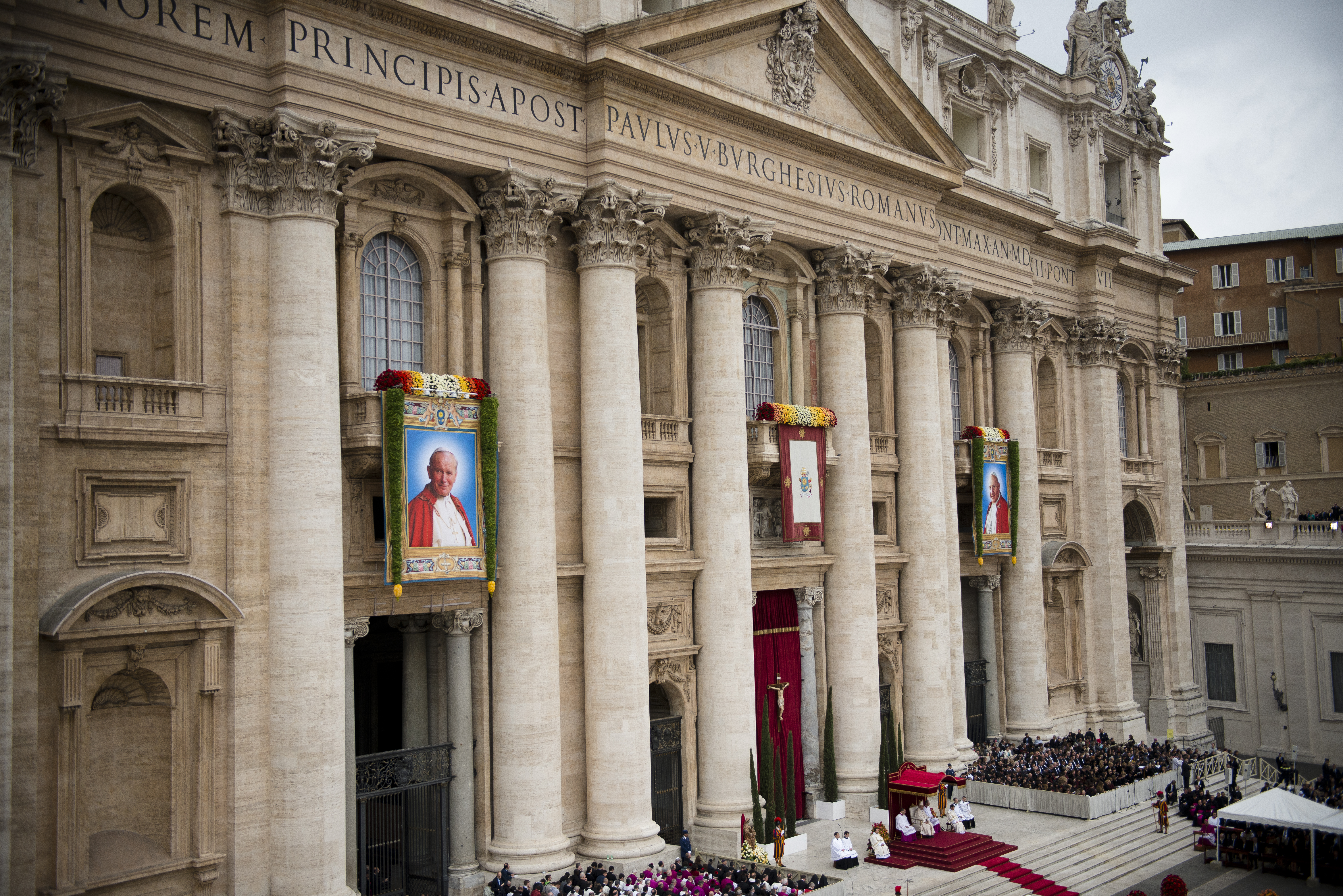
Canonizzazione celebrata da papa Francesco

Giovanni XXIII fu dichiarato beato da Giovanni Paolo II il 3 settembre 2000. Inizialmente fu stabilita come data della sua ricorrenza il 3 giugno, giorno della sua morte, mentre le diocesi di Roma e di Bergamo e l'arcidiocesi di Milano ne celebravano la memoria locale l'11 ottobre, anniversario dell'apertura del Concilio Vaticano II (11 ottobre 1962). A seguito della canonizzazione, è stata stabilita come unica data a livello universale l'11 ottobre.
In generale, ai fini della beatificazione, la Chiesa cattolica ritiene necessario un miracolo: nel caso di Giovanni XXIII, ha ritenuto miracolosa la guarigione improvvisa, avvenuta a Napoli il 25 maggio 1966, di suor Caterina Capitani, delle Figlie della carità, affetta da una gastrite ulcerosa emorragica gravissima che l'aveva ridotta in fin di vita.
La suora, dopo aver pregato papa Giovanni XXIII insieme con le consorelle, avrebbe avuto una sua visione, seguita dalla subitanea guarigione, dichiarata in seguito scientificamente inspiegabile dalla Consulta medica della Congregazione delle cause dei santi.
Dal 2000 numerose sono state le segnalazioni e i presunti miracoli.
Il 5 luglio 2013 papa Francesco ha firmato il decreto per la canonizzazione di Giovanni XXIII e di Giovanni Paolo II che è avvenuta il 27 aprile 2014, prescindendo dai risultati del processo indetto dalla congregazione competente per la veridicità di un secondo miracolo
.
Alla cerimonia in piazza San Pietro, celebrata da papa Francesco alla presenza del papa emerito Benedetto XVI, di ventiquattro capi di Stato, otto vicecapi, dieci capi di governo e 122 delegazioni straniere, ha partecipato circa un milione di fedeli, mentre sono state stimate in due miliardi le persone che hanno seguito l'evento in mondovisione. Oltre ai maxischermi posti in chiese e piazze di tutto il mondo, per la prima volta nella storia un evento è stato trasmesso in diretta 3D anche in più di 500 cinema di venti paesi (in Italia è altresì andato in onda in tale formato sul canale a pagamento Sky 3D). L'evento è anche stato registrato in Ultra HD 4K grazie alla collaborazione tra il Centro Televisivo Vaticano, Sony e Sky Italia.

## Giovanni XXIII nella cultura di massa
- Giovanni XXIII è comunemente soprannominato "Papa buono". L'attribuzione di tale appellativo si è palesata in particolare nel corso della visita del pontefice alla parrocchia di San Tarcisio al Quarto Miglio, la domenica delle palme del 17 marzo 1963, occasione in cui, pur essendo in piena campagna elettorale, i segretari dei partiti politici decisero all'unanimità di eliminare gli striscioni propagandistici e di sostituirli con grandi lenzuoli su cui spiccava la dicitura «Evviva il papa buono».[73]
- Il pontificato di Giovanni XXIII fu segnato da episodi ricordati dalla memoria popolare e da una vasta e celebre aneddotica. Un tratto distintivo e costante era la sua propensione alla battuta. Quando si recò al vicino Ospedale Santo Spirito per visitare un amico sacerdote ricoverato, suonò egli stesso alla porta delle suore, le quali aprirono senza chiedere chi fosse e si trovarono davanti il pontefice. La suora superiora si presentò con le parole: «Santo Padre... sono la Madre Superiora dello Spirito Santo!» e con prontezza di spirito, il papa rispose: «Beata lei, che carriera! Io sono solo il servo dei servi di Dio!»[74].
- Quando la moglie del Presidente degli Stati Uniti Jacqueline Kennedy si recò in visita in Vaticano per incontrare Roncalli, egli incominciò a provare le due formule di benvenuto che gli era stato consigliato di usare: «mrs Kennedy, madame» o «madame, mrs Kennedy». Quando la Kennedy arrivò, per il divertimento della stampa, abbandonò entrambe e le venne incontro appellandola semplicemente: «madame Jacqueline!»[75].

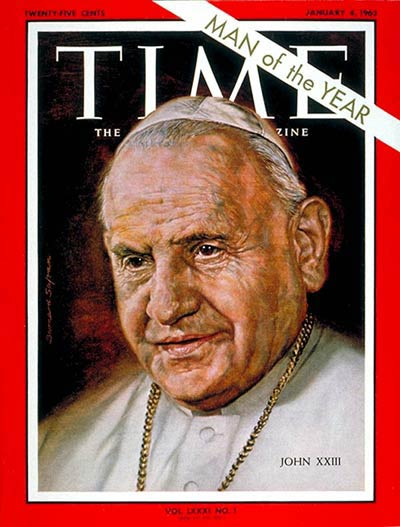
Papa Giovanni XXIII sulla copertina di Time nel 1963

- Papa Giovanni XXIII sulla copertina di Time nel 1963Nel 1963 il settimanale statunitense Time nominò Giovanni XXIII Persona dell'anno 1962 e, per l'occasione, pubblicò in copertina, a tutta pagina, l'immagine del pontefice[76].
- La casa discografica Fonola ha inciso la voce di Giovanni XXIII sul 45 giri Il papa buono, 4054A-B.
- La voce di Giovanni XXIII, insieme a quelle di John Kennedy e Martin Luther King, inframmezzate al deflagrare di colpi d'arma da fuoco, è incisa in sottofondo nel disco Canzone della libertà, cantata da Sergio Endrigo su testo di Luciano Lucignani e musica di Ennio Morricone. Si tratta frasi tratte dal discorso della luna.
- Il regista Pier Paolo Pasolini, nel 1964, dedicò il suo film Il Vangelo secondo Matteo "alla cara, lieta e familiare memoria di Giovanni XXIII".
- Il regista Ermanno Olmi, nel 1965, ha sceneggiato e diretto il film E venne un uomo, che racconta la storia della vita di papa Giovanni XXIII, conterraneo del regista bergamasco. Il protagonista del film è Rod Steiger che interpreta la vita del pontefice senza impersonarlo in prima persona. Il regista utilizzò attori non professionisti nella parte di alcune figure caratteristiche della vita giovanile di Roncalli.
- E venne un uomo è anche il titolo di una puntata andata in onda nel 1997, de La grande storia il programma di approfondimento storico di Rai 3.
- Papa Giovanni - Ioannes XXIII è una miniserie tv del 2002, mandata in onda da Rai 1 e diretta da Giorgio Capitani. Papa Giovanni ha il volto di Massimo Ghini (dai 20 ai 60 anni) e di Edward Asner (dai 60 agli 81 anni).
- Il papa buono, è una miniserie di Mediaset del 2003 in due puntate che racconta la vita di papa Giovanni XXIII, interpretato da Fabrizio Vidale (dai 20 ai 45 anni) e da Bob Hoskins (dai 50 anni fino alla morte), per la regia di Ricky Tognazzi.
- La voce di Roncalli nel cosiddetto discorso alla luna è tra quelle, tratte appunto da discorsi storici, campionate nella sigla del programma Rai “La storia siamo noi” di Giovanni Minoli.
- Per la sua canonizzazione le Poste italiane stamparono un francobollo a lui dedicato riportando la sua effigie a destra e la scritta canonizzazione di Papa Giovanni XXIII stampato dall'Istituto Poligrafico e Zecca dello Stato[77].
- Nel 2015 TV2000 ha mandato in onda due puntate dedicate a Giovanni XXIII della serie «Giovanni Paolo II e Giovanni XXIII: Le vite, La storia, La santità»; la prima intitolata "La sapienza del cuore" e la seconda "Il seme del concilio".
- Nello stesso anno la Rai ha trasmesso il documentario di Antonia Pillosio Giovanni XXIII - Il parroco del mondo, per "Italiani", programma di Rai Cultura a cura di Paolo Mieli. Il titolo riporta un altro epiteto di successo di papa Roncalli, poi riferito anche a Giovanni Paolo I e papa Francesco.
- Il 3 gennaio 2019, la rete televisiva Nove ha mandato in onda il documentario «Giovanni XXIII - Roncalli, Il Papa buono», quarta puntata delle serie "I Grandi papi".

Hanno inciso dischi dedicati a papa Giovanni:
- Ennio Morricone, colonna sonora della miniserie Il papa buono, di Ricky Tognazzi (cd album), Image Music IMG 5101362.
- Aurelio Fierro, Padre buono (45 giri, parte I-II), King Universal AFK/R 57052.
- Roby Facchinetti, Allelùia (cd singolo), Buena Suerte Records BSP 1020.
- Bruno Dasi, Papa Giovanni il Papa della bontà (45 giri), GMSG 928.

Inoltre:
- I coristi e orchestrali del Conservatorio Gaetano Donizetti di Bergamo hanno interpretato l'Inno a Giovanni XXIII, padre buono del gregge di Cristo, musica del Maestro Marco Frisina e testo della Fondazione Papa Giovanni XXIII[78].
- I cantastorie Nino e Romano hanno cantato Il valzer di Papa Giovanni. La vita di Angelo Roncalli, su testo di Alfonso Mazzucca e musica di Giuseppe Mazzucca[79].

## Devozioni personali
Fu un estimatore di don Primo Mazzolari. Intervistato da Indro Montanelli, dichiarò che Pio X era un "santo triste". Analoghe riserve furono espresse nei confronti di Pio XII e di padre Pio da Pietrelcina.

## La memoria di papa Giovanni XXIII a Sotto il Monte

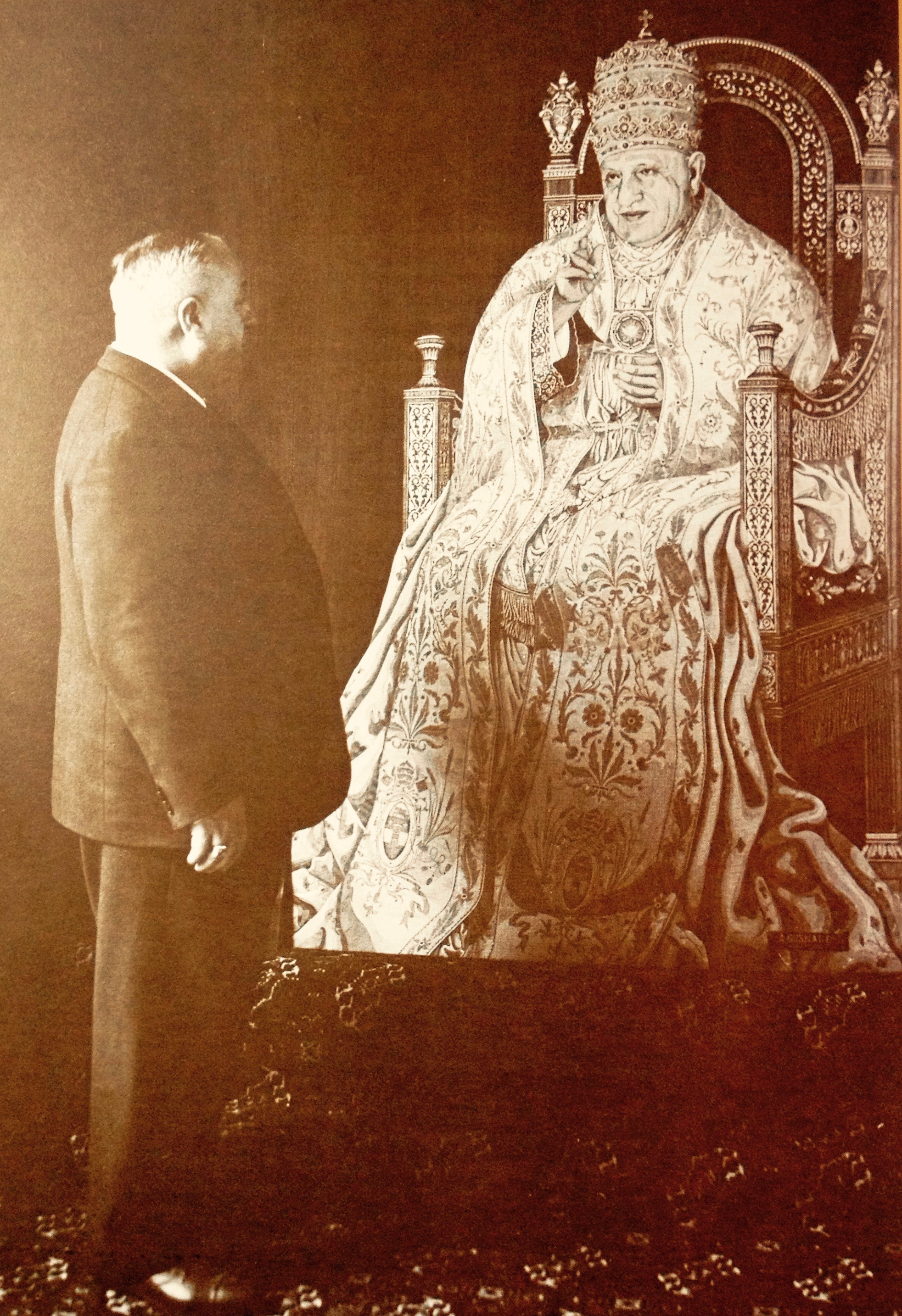
Andrea Gusmai contempla il suo ritratto di Giovanni XXIII, che poi fu donato dal pontefice alla chiesa di San Giovanni Battista a Sotto il Monte

Subito dopo la morte di papa Roncalli, il piccolo paese del bergamasco che gli diede i natali ha preso il nome di Sotto il Monte Giovanni XXIII (DPR n. 1996 dell'8 novembre 1963); da allora è meta di numerosi pellegrinaggi. Oltre alla casa natale, particolarmente significativo è il museo che monsignor Loris Francesco Capovilla, segretario particolare di Giovanni XXIII fin dai tempi del suo episcopato a Venezia, ha allestito dal 1988 nella residenza di Ca' Maitino (sempre presso Sotto il Monte), dove Roncalli era solito recarsi per le sue ferie estive prima di essere eletto papa. Questo museo conserva innumerevoli cimeli appartenuti a Roncalli, fra i quali il letto su cui il pontefice spirò il 3 giugno 1963 e l'altare della cappella privata.

## Concistori per la creazione di nuovi cardinali
Papa Giovanni XXIII durante il suo pontificato ha creato 52 cardinali nel corso di 5 distinti concistori.

## Beatificazioni e canonizzazioni del pontificato
Giovanni XXIII ha beatificato 5 servi di Dio e ha canonizzato 9 beati.

## Encicliche del pontificato

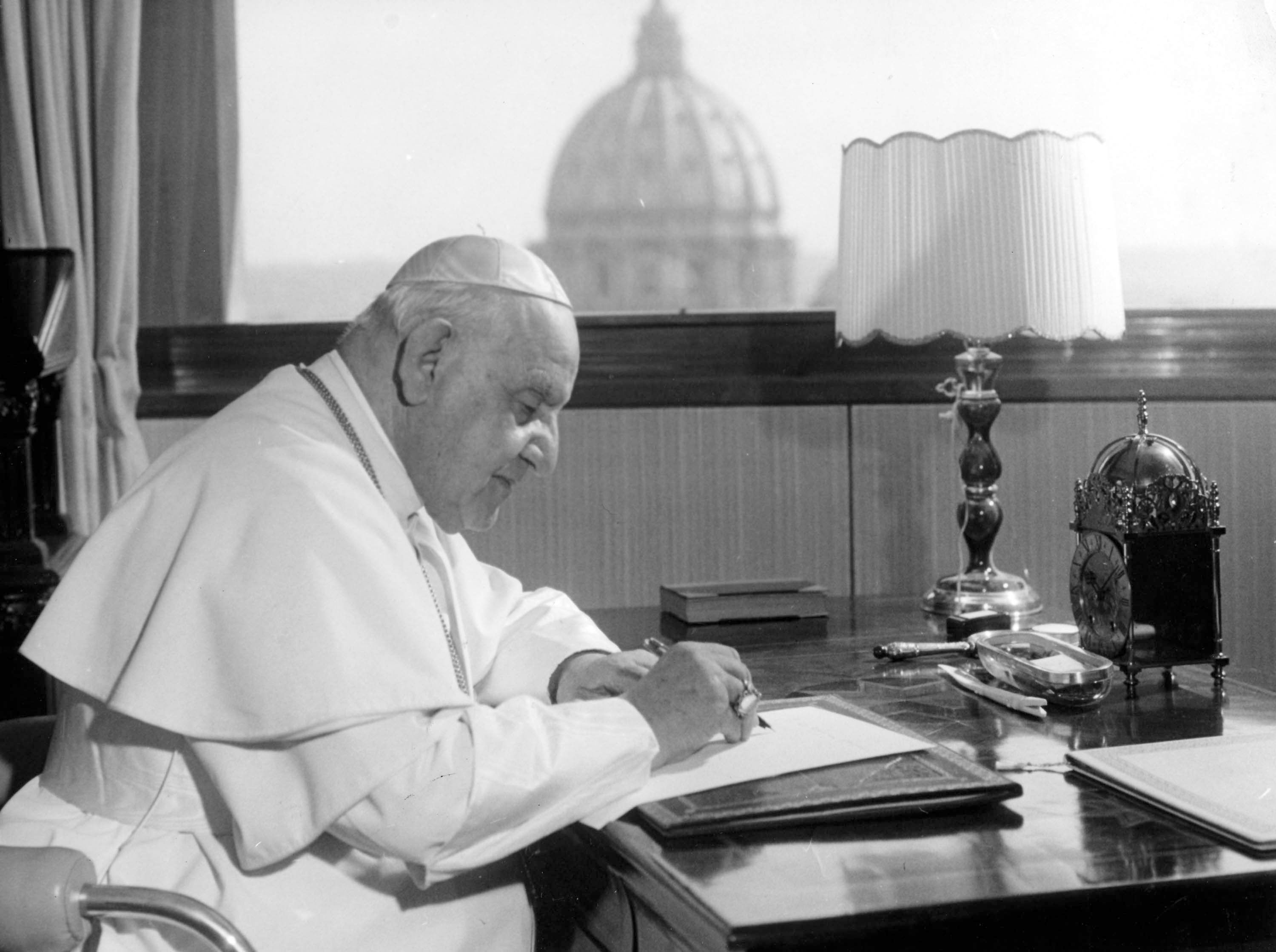
Giovanni XXIII nel suo studio

- Ad Petri Cathedram (29 giugno 1959) : conoscenza della verità, restaurazione dell'unità e della pace nella carità
- Sacerdotii Nostri Primordia (1º agosto 1959) : nel centenario del piissimo transito del santo Curato d'Ars
- Grata Recordatio (26 settembre 1959) : sulla recita del rosario per le missioni e per la pace
- Princeps Pastorum (28 novembre 1959) : sulle missioni cattoliche
- Mater et Magistra (15 maggio 1961) : sui recenti sviluppi della questione sociale
- Aeterna Dei Sapientia (11 novembre 1961) : nel XV centenario della morte di san Leone Magno
- Paenitentiam Agere (1º luglio 1962) : invito a far penitenza per il buon esito del concilio
- Pacem in Terris (11 aprile 1963) : sulla pace fra tutte le genti nella verità, nella giustizia, nell'amore, nella libertà

## Genealogia episcopale e successione apostolica
La genealogia episcopale è:
- Cardinale Scipione Rebiba
- Cardinale Giulio Antonio Santori
- Cardinale Girolamo Bernerio, O.P.
- Arcivescovo Galeazzo Sanvitale
- Cardinale Ludovico Ludovisi
- Cardinale Luigi Caetani
- Cardinale Ulderico Carpegna
- Cardinale Paluzzo Paluzzi Altieri degli Albertoni
- Papa Benedetto XIII
- Papa Benedetto XIV
- Papa Clemente XIII
- Cardinale Bernardino Giraud
- Cardinale Alessandro Mattei
- Cardinale Pietro Francesco Galleffi
- Cardinale Filippo de Angelis
- Cardinale Amilcare Malagola
- Cardinale Giovanni Tacci Porcelli
- Papa Giovanni XXIII

La successione apostolica è:
- Arcivescovo Antonio Gregorio Vuccino, A.A. (1937)
- Arcivescovo Joseph Emmanuel Descuffi, C.M. (1938)
- Cardinale Alfredo Pacini (1946)
- Arcivescovo Giacomo Testa (1953)
- Vescovo Augusto Gianfranceschi (1953)
- Cardinale Silvio Oddi (1953)
- Vescovo Giuseppe Olivotti (1957)
- Vescovo Pio Agostino Crivellari, O.F.M. (1958)
- Cardinale Mario Casariego y Acevedo, C.R.S. (1958)
- Arcivescovo José Floriberto Cornelis, O.S.B. (1958)
- Cardinale Angelo Dell'Acqua (1958)
- Cardinale Giuseppe Antonio Ferretto (1958)
- Cardinale Carlo Grano (1958)
- Papa Giovanni Paolo I (1958)
- Vescovo Charles Msakila (1958)
- Cardinale Domenico Tardini (1958)
- Cardinale Corrado Bafile (1960)
- Cardinale Paul Zoungrana, M.Afr. (1960)
- Cardinale Jérôme Louis Rakotomalala (1960)
- Cardinale Bernard Yago (1960)
- Vescovo Dominic Yoshimatsu Noguchi (1960)
- Vescovo Joseph Kilasara, C.S.Sp. (1960)
- Cardinale Peter Poreku Dery (1960)
- Vescovo Joseph Mikararanga Busimba (1960)
- Vescovo James Hagan, C.S.Sp. (1960)
- Vescovo Aloysius Louis Scheerer, O.P. (1960)
- Vescovo Eusebius John Crawford, O.P. (1960)
- Vescovo Anthony Denis Galvin, M.H.M. (1960)
- Vescovo Renatus Lwamosa Butibubage (1960)
- Vescovo Thomas William Muldoon (1960)
- Vescovo François Xavier Rajaonarivo (1960)
- Cardinale Pericle Felici (1960)
- Cardinale Egano Righi-Lambertini (1960)
- Cardinale Dino Staffa (1960)
- Arcivescovo Joseph Francis McGeough (1960)
- Arcivescovo Giuseppe Mojoli (1960)
- Vescovo Carlos Stanislau Schmitt, O.F.M. (1960)
- Vescovo Edward Ernest Swanstrom (1960)
- Vescovo Francesco Bertoglio (1960)
- Cardinale Gabriel Acacius Coussa, B.A. (1961)
- Vescovo Marie-Jean-Baptiste-Hippolyte Berlier, C.SS.R. (1961)
- Arcivescovo Francis Carroll, S.M.A. (1961)
- Arcivescovo Joseph Cheng Tien-Siang, O.P. (1961)
- Vescovo Angelo Cuniberti, I.M.C. (1961)
- Vescovo Caesar Gatimu (1961)
- Vescovo John Baptist Gobbato, P.I.M.E. (1961)
- Vescovo William Zephyrine Gomes (1961)
- Arcivescovo Pius Kerketta, S.I. (1961)
- Arcivescovo Stanislaus Lokuang (1961)
- Vescovo Thomas Albert Newman, M.S. (1961)
- Vescovo Placidus Gervasius Nkalanga, O.S.B. (1961)
- Vescovo Ignatius Phakoe, O.M.I. (1961)
- Vescovo Sebastian U Shwe Yauk (1961)
- Vescovo Petrus Pao-Zin Tou (1961)
- Cardinale Alfredo Ottaviani (1962)
- Cardinale Alberto di Jorio (1962)
- Cardinale Francesco Bracci (1962)
- Cardinale Francesco Roberti (1962)
- Cardinale André-Damien-Ferdinand Jullien (1962)
- Cardinale Arcadio María Larraona Saralegui, C.M.F. (1962)
- Cardinale Francesco Morano (1962)
- Cardinale William Theodore Heard (1962)
- Cardinale Augustin Bea, S.I. (1962)
- Cardinale Antonio Bacci (1962)
- Cardinale Michael Browne, O.P. (1962)
- Cardinale Joaquín Anselmo María Albareda y Ramoneda, O.S.B. (1962)
- Cardinale Enrico Dante (1962)
- Cardinale Cesare Zerba (1962)
- Cardinale Pietro Palazzini (1962)
- Arcivescovo Giovanni Battista Scapinelli di Leguigno (1962)
- Arcivescovo Beniamino Nardone (1962)
- Cardinale Paul-Pierre Philippe, O.P. (1962)

## Opere
- Il cardinale Cesare Baronio. Nel terzo centenario della sua morte, in La Scuola Cattolica a. 36, s. 4, v. 12, gennaio 1908.
- Note storiche intorno al santuario di S. Maria della Castagna presso Fontana (Bergamo), Bergamo, Istituto italiano d'arti grafiche, 1910.
- La Misericordia Maggiore di Bergamo e le altre istituzioni di beneficenza amministrate dalla Congregazione di Carità, Bergamo, Tipografia S. Alessandro, 1912.
- In memoria di mons. Giacomo Maria Radini Tedeschi vescovo di Bergamo, Bergamo, S. Alessandro, 1916.
- Mons. Giacomo Maria Radini Tedeschi vescovo di Bergamo. Note biografiche, Bergamo, S. Alessandro, 1923.
- Gli atti della visita apostolica di S. Carlo Borromeo a Bergamo (1575), a cura di, con la collaborazione di Pietro Forno, Firenze, Olschki, 1936-1957.

I, La città, 2 tomi, Firenze, Olschki, 1936-1937.
II, La diocesi, 3 tomi, Firenze, Olschki, 1939-1957.
- Gli inizi del Seminario di Bergamo e s. Carlo Borromeo, Bergamo, S. Alessandro, 1939.
- Padre Maestro Giuseppe Caneve dei frati minori conventuali. Parole di elogio pronunziate il dì 31 maggio 1943 sulla sua salma nella basilica di s. Antonio in pera da a. G. R, Padova, Tip. Della Provincia Patavina di S. Antonio, 1943.
- Trilogia Marialis Lapurdensis. 1. Il centenario delle apparizioni. 2. La dedicazione del nuovo tempio. 3. La piccola veggente di Lourdes e il grande pontefice Pio X nella luce della loro santità, Venezia-Padova, Tip. del Santo, 1958.
- Scritti e discorsi

I, 1953-1954, Roma, Paoline, 1959.
II, 1955-1956, Roma, Paoline, 1959.
III, 1957-1958, Roma, Paoline, 1959.
IV, Foglie sparse degli anni 1953-1954-1955-1956-1957-1958, Roma, Paoline, 1962.
- Scritti e discorsi di S. S. Giovanni XXIII nel 1958, Siena, Cantagalli, 1959.
- Scritti e discorsi di S. S. Giovanni XXIII nel 1959, 6 voll., Siena, Cantagalli, 1959-1960.
- Il cinema nella parola del Cardinale Roncalli, Roma, Ediz. dell'Ateneo, 1959.
- Giovanni XXIII pastor et nauta. Vita, scritti e discorsi fino alla festa dell'Ascensione del 1959, Roma, Santoro, 1959.
- La propagazione della fede nel mondo, Roma, Pontificia unione missionaria del clero, 1959.
- Scritti e discorsi di S. S. Giovanni XXIII nel 1960, 6 voll., Siena, Cantagalli, 1960.
- Discorsi, messaggi, colloqui del Santo Padre Giovanni XXIII

I, Primo anno del pontificato. 28 ottobre 1958 - 28 ottobre 1959, Città del Vaticano, Tip. Poliglotta Vaticana, 1960.
II, Secondo anno del pontificato. 28 ottobre 1959 - 28 ottobre 1960, Città del Vaticano, Tip. Poliglotta Vaticana, 1961.
III, Terzo anno del pontificato. 28 ottobre 1960 - 28 ottobre 1961, Città del Vaticano, Tip. Poliglotta Vaticana, 1962.
IV, Quarto anno del pontificato. 28 ottobre 1961 - 28 ottobre 1962, Città del Vaticano, Tip. Poliglotta Vaticana, 1963.
V, Quinto anno del pontificato. 28 ottobre 1962 - 3 giugno 1963, Città del Vaticano, Tip. Poliglotta Vaticana, 1964.
VI, Indice delle materie contenute nei cinque volumi dei Discorsi, messaggi, colloqui del Santo Padre Giovanni XXIII. 28 ottobre 1958-3 giugno 1963, Città del Vaticano, Libreria editrice vaticana, 1967.
- Encicliche e discorsi, 5 voll., Roma, Paoline, 1961-1963.
- Scritti e discorsi di S. S. Giovanni XXIII nel 1961, 6 voll., Siena, Cantagalli, 1961.
- Scritti e discorsi di S. S. Giovanni XXIII nel 1962, 4 voll., Siena, Cantagalli, 1962.
- Il giornale dell'anima e altri scritti di pietà, Roma, Storia e letteratura, 1962.
- Breviario di papa Giovanni. Pensieri per ogni giorno dell'anno, Milano, Garzanti, 1966.
- Edizione nazionale dei diari di Angelo Giuseppe Roncalli (Giovanni XXIII)

I, Il giornale dell'anima. Soliloqui, note e diari spirituali, Bologna, Istituto per le scienze religiose, 2003. ISBN 88-901107-0-8.
II, Nelle mani di Dio a servizio dell'uomo. I diari di don Roncalli, 1905-1925, Bologna, Istituto per le scienze religiose, 2008. ISBN 978-88-901107-5-7.
III, Tener da conto. Agendine di Bulgaria, 1925-1934, Bologna, Istituto per le scienze religiose, 2008. ISBN 978-88-96118-00-9.
IV, La mia vita in Oriente. Agende del delegato apostolico
IV.1, 1935-1939, Bologna, Istituto per le scienze religiose, 2006. ISBN 88-901107-7-5.
IV.2, 1940-1944, Bologna, Istituto per le scienze religiose, 2008. ISBN 978-88-96118-01-6.
V, Anni di Francia
V.1, Agende del nunzio, 1945-1948, Bologna, Istituto per le scienze religiose, 2004. ISBN 88-901107-1-6.
V.2, Agende del nunzio, 1949-1953, Bologna, Istituto per le scienze religiose, 2006. ISBN 88-901107-9-1.
VI, Pace e Vangelo. Agende del patriarca
VI.1, 1953-1955, Bologna, Istituto per le scienze religiose, 2008. ISBN 978-88-901107-4-0.
VI.2, 1956-1958, Bologna, Istituto per le scienze religiose, 2008. ISBN 978-88-901107-6-4.
VII, Pater amabilis. Agende del pontefice, 1958-1963, Bologna, Istituto per le scienze religiose, 2007. ISBN 978-88-901107-2-6.

## Ascendenza
|                                           |               |                           | Genitori              |  |  | Nonni |  |  | Bisnonni                   |  |  | Trisnonni         |  |
|                                           |               |                           |                       |  |  |       |  |  | Giovanni Battista Roncalli |  |  | Giuseppe Roncalli |  |
|                                           |               |                           |                       |  |  |       |  |  | Giovanni Battista Roncalli |  |  | Giuseppe Roncalli |  |
|                                           |               | Maddalena Formenti        |                       |  |  |       |  |  | Giovanni Battista Roncalli |  |  |                   |  |
| Angelo Roncalli                           |               |                           |                       |  |  |       |  |  | Giovanni Battista Roncalli |  |  |                   |  |
|                                           |               | Maria Angela Esposito     | Giovanni Esposito     |  |  |       |  |  |                            |  |  |                   |  |
|                                           |               | Maria Angela Esposito     | Giovanni Esposito     |  |  |       |  |  |                            |  |  |                   |  |
|                                           |               | Maria Angela Esposito     | Rosa Ferrari          |  |  |       |  |  |                            |  |  |                   |  |
| Giovanni Battista Roncalli                |               | Maria Angela Esposito     |                       |  |  |       |  |  |                            |  |  |                   |  |
|                                           |               | Giovanni Rizzi            | Marco Rizzi           |  |  |       |  |  |                            |  |  |                   |  |
|                                           |               | Giovanni Rizzi            | Marco Rizzi           |  |  |       |  |  |                            |  |  |                   |  |
|                                           |               | Giovanni Rizzi            | Margarita Marasca     |  |  |       |  |  |                            |  |  |                   |  |
| Maria Faustina Rizzi                      |               | Giovanni Rizzi            |                       |  |  |       |  |  |                            |  |  |                   |  |
|                                           |               | Catterina Sala            | Giuseppe Sala         |  |  |       |  |  |                            |  |  |                   |  |
|                                           |               | Catterina Sala            | Giuseppe Sala         |  |  |       |  |  |                            |  |  |                   |  |
|                                           |               | Catterina Sala            | Angela Ferrari        |  |  |       |  |  |                            |  |  |                   |  |
| Angelo Giuseppe Roncalli (Giovanni XXIII) |               | Catterina Sala            |                       |  |  |       |  |  |                            |  |  |                   |  |
|                                           | Carlo Mazzola | Giovanni Battista Mazzola |                       |  |  |       |  |  |                            |  |  |                   |  |
|                                           | Carlo Mazzola | Giovanni Battista Mazzola |                       |  |  |       |  |  |                            |  |  |                   |  |
|                                           | Carlo Mazzola | Domenica Martinelli       |                       |  |  |       |  |  |                            |  |  |                   |  |
| Giovanni Mazzola                          | Carlo Mazzola |                           |                       |  |  |       |  |  |                            |  |  |                   |  |
|                                           |               | Caterina Mazzola          | Andrea Mazzola        |  |  |       |  |  |                            |  |  |                   |  |
|                                           |               | Caterina Mazzola          | Andrea Mazzola        |  |  |       |  |  |                            |  |  |                   |  |
|                                           |               | Caterina Mazzola          | Anna Maria Colombelli |  |  |       |  |  |                            |  |  |                   |  |
| Marianna Giulia Mazzola                   |               | Caterina Mazzola          |                       |  |  |       |  |  |                            |  |  |                   |  |
|                                           |               | Antonio Locatelli         | Giovanni Locatelli    |  |  |       |  |  |                            |  |  |                   |  |
|                                           |               | Antonio Locatelli         | Giovanni Locatelli    |  |  |       |  |  |                            |  |  |                   |  |
|                                           |               | Antonio Locatelli         | Angela Tomasetti      |  |  |       |  |  |                            |  |  |                   |  |
| Maria Enrica Locatelli                    |               | Antonio Locatelli         |                       |  |  |       |  |  |                            |  |  |                   |  |
|                                           |               | Felicita Peroli           | Antonio Peroli        |  |  |       |  |  |                            |  |  |                   |  |
|                                           |               | Felicita Peroli           | Antonio Peroli        |  |  |       |  |  |                            |  |  |                   |  |
|                                           |               | Felicita Peroli           | Catterina Carissimi   |  |  |       |  |  |                            |  |  |                   |  |
|                                           |               | Felicita Peroli           |                       |  |  |       |  |  |                            |  |  |                   |  |

## Onorificenze

### Onorificenze della Santa Sede
Il papa è sovrano degli ordini pontifici della Santa Sede mentre il Gran magistero delle singole onorificenze può essere mantenuto direttamente dal pontefice o concesso a una persona di fiducia, solitamente un cardinale.

### Altri riconoscimenti
- L'11 maggio 1963 gli è stato conferito il premio Balzan per l'umanità, la pace e la fratellanza fra i popoli "Per aver contribuito al mantenimento di relazioni pacifiche tra gli stati, incoraggiando i popoli alla comprensione reciproca e stabilendo contatti anche oltre la comunità cristiana".
- Il 6 marzo 2014 in occasione della seconda Giornata europea dei Giusti gli è stato dedicato un albero nel Giardino dei Giusti di tutto il mondo di Milano[82].